# Ridiculousness - Veri American Idiots
Ridiculousness - Veri American Idiots è un programma statunitense trasmesso su MTV.
Ridiculousness prende video virali amatoriali caricati sul web che vengono commentati in modo simpatico e ironico davanti a un pubblico in sala dal presentatore nonché skater Rob Dyrdek con la collaborazione di Sterling "Steelo" Brim e l'unica presenza femminile Chanel West Coast. Nelle diverse puntate ci sono anche ospiti attinenti al mondo degli sport estremi e del cinema. Prima della fine dell'ottava stagione, MTV ha rinnovato la serie per una nona stagione, prevista per il 20 gennaio 2017.

## Edizioni

### Riepilogo delle edizioni
| Edizione | Conduzione | Conduzione             | Conduzione        | Prima TV USA      | Prima TV USA      | Prima TV Italia   | Prima TV Italia  | Puntate |
| Edizione | Conduzione | Conduzione             | Conduzione        | Inizio            | Fine              | Inizio            | Fine             | Puntate |
| -------- | ---------- | ---------------------- | ----------------- | ----------------- | ----------------- | ----------------- | ---------------- | ------- |
| 1ª       | Rob Dyrdek | Sterling "Steelo" Brim | Chanel West Coast | 29 agosto 2011    | 19 dicembre 2011  | 18 febbraio 2012  | 28 aprile 2012   | 16      |
| 2ª       | Rob Dyrdek | Sterling "Steelo" Brim | Chanel West Coast | 30 aprile 2012    | 5 novembre 2012   | 6 agosto 2012     | 13 febbraio 2013 | 21      |
| 3ª       | Rob Dyrdek | Sterling "Steelo" Brim | Chanel West Coast | 14 febbraio 2013  | 19 settembre 2013 | 4 settembre 2013  | 31 gennaio 2014  | 20      |
| 4ª       | Rob Dyrdek | Sterling "Steelo" Brim | Chanel West Coast | 2 gennaio 2014    | 3 aprile 2014     | 16 maggio 2014    | 6 agosto 2014    | 21      |
| 5ª       | Rob Dyrdek | Sterling "Steelo" Brim | Chanel West Coast | 10 luglio 2014    | 30 ottobre 2014   | 18 settembre 2014 | 25 maggio 2015   | 19      |
| 6ª       | Rob Dyrdek | Sterling "Steelo" Brim | Chanel West Coast | 1 gennaio 2015    | 25 giugno 2015    | 28 gennaio 2016   | 5 maggio 2016    | 29      |
| 7ª       | Rob Dyrdek | Sterling "Steelo" Brim | Chanel West Coast | 8 ottobre 2015    | 30 giugno 2016    | 2016              | 2016             | 29      |
| 8ª       | Rob Dyrdek | Sterling "Steelo" Brim | Chanel West Coast | 7 luglio 2016     | 27 settembre 2016 | 2017              | 2017             | 30      |
| 9ª       | Rob Dyrdek | Sterling "Steelo" Brim | Chanel West Coast | 20 gennaio 2017   | 22 giugno 2017    | 2021              | 2021             | 30      |
| 10ª      | Rob Dyrdek | Sterling "Steelo" Brim | Chanel West Coast | 1º settembre 2017 | 26 gennaio 2018   | 2022              | 2022             | 30      |
| 11ª      | Rob Dyrdek | Sterling "Steelo" Brim | Chanel West Coast | 5 agosto 2018     | 21 ottobre 2018   | 2022              | 2022             | 41      |
| 12ª      | Rob Dyrdek | Sterling "Steelo" Brim | Chanel West Coast | 19 ottobre 2018   | 13 febbraio 2019  | 2022              | 2022             | 42      |
| 13ª      | Rob Dyrdek | Sterling "Steelo" Brim | Chanel West Coast | 17 febbraio 2019  | 10 maggio 2019    | 2022              | 2022             | 41      |
| 14ª      | Rob Dyrdek | Sterling "Steelo" Brim | Chanel West Coast | 17 maggio 2019    | 6 settembre 2019  | 2022              | 2022             | 42      |
| 15ª      | Rob Dyrdek | Sterling "Steelo" Brim | Chanel West Coast | 7 settembre 2019  | 29 dicembre 2019  | 2022              | 2022             | 43      |
| 16ª      | Rob Dyrdek | Sterling "Steelo" Brim | Chanel West Coast | 6 gennaio 2020    | 11 marzo 2020     | 2022              | 2022             | 39      |
| 17ª      | Rob Dyrdek | Sterling "Steelo" Brim | Chanel West Coast | 20 aprile 2020    | 12 settembre 2020 | 2022              | 2022             | 42      |
| 18ª      | Rob Dyrdek | Sterling "Steelo" Brim | Chanel West Coast | 15 settembre 2020 | 18 novembre 2020  |                   |                  | 42      |
| 19ª      | Rob Dyrdek | Sterling "Steelo" Brim | Chanel West Coast | 30 novembre 2020  | 28 gennaio 2021   |                   |                  | 42      |
| 20ª      | Rob Dyrdek | Sterling "Steelo" Brim | Chanel West Coast | 8 febbraio 2021   | 18 aprile 2021    |                   |                  | 42      |
| 21ª      | Rob Dyrdek | Sterling "Steelo" Brim | Chanel West Coast | 23 aprile 2021    | 18 luglio 2021    |                   |                  | 42      |
| 22ª      | Rob Dyrdek | Sterling "Steelo" Brim | Chanel West Coast | 18 luglio 2021    | 1º ottobre 2021   |                   |                  | 42      |
| 23ª      | Rob Dyrdek | Sterling "Steelo" Brim | Chanel West Coast | 8 ottobre 2021    | 17 dicembre 2021  |                   |                  | 42      |
| 24ª      | Rob Dyrdek | Sterling "Steelo" Brim | Chanel West Coast | 17 dicembre 2021  | 11 marzo 2022     |                   |                  | 42      |
| 25ª      | Rob Dyrdek | Sterling "Steelo" Brim | Chanel West Coast | 18 marzo 2022     | 18 maggio 2022    |                   |                  | 42      |
| 26ª      | Rob Dyrdek | Sterling "Steelo" Brim | Chanel West Coast | 20 maggio 2022    | 22 giugno 2022    |                   |                  | 42      |
| 27ª      | Rob Dyrdek | Sterling "Steelo" Brim | Chanel West Coast | 22 giugno 2022    | 10 agosto 2022    | 5 dicembre 2022   | 13 dicembre 2022 | 42      |
| 28ª      | Rob Dyrdek | Sterling "Steelo" Brim | Chanel West Coast | 12 agosto 2022    | 7 ottobre 2022    | 27 marzo 2023     | 7 maggio 2023    | 42      |
| 29ª      | Rob Dyrdek | Sterling "Steelo" Brim | Chanel West Coast | 7 ottobre 2022    | 16 gennaio 2023   | 15 maggio 2023    | 2 luglio 2023    | 42      |
| 30ª      | Rob Dyrdek | Sterling "Steelo" Brim | Chanel West Coast | 16 gennaio 2023   | 29 marzo 2023     | 3 luglio 2023     | 31 ottobre 2023  | 42      |
| 31ª      | Rob Dyrdek | Sterling "Steelo" Brim |                   | 3 aprile 2023     | 12 aprile 2023    | 28 agosto 2023    | 2 novembre 2023  | 42      |
| 32ª      | Rob Dyrdek | Sterling "Steelo" Brim | 17 aprile 2023    | 8 maggio 2023     | 4 novembre 2023   | 5 gennaio 2024    | 42               |         |
| 33ª      | Rob Dyrdek | Sterling "Steelo" Brim | 8 maggio 2023     | 7 luglio 2023     | 8 gennaio 2024    | 8 marzo 2024      | 42               |         |
| 34ª      | Rob Dyrdek | Sterling "Steelo" Brim | 7 luglio 2023     | 24 luglio 2023    | 11 marzo 2024     | 9 maggio 2024     | 42               |         |
| 35ª      | Rob Dyrdek | Sterling "Steelo" Brim | 28 luglio 2023    | 25 settembre 2023 | 13 maggio 2024    | 12 luglio 2024    | 42               |         |
| 36ª      | Rob Dyrdek | Sterling "Steelo" Brim | 25 settembre 2023 | 30 ottobre 2023   | 15 luglio 2024    | 26 ottobre 2024   | 42               |         |
| 37ª      | Rob Dyrdek | Sterling "Steelo" Brim | 3 novembre 2023   | 22 dicembre 2023  | 30 settembre 2024 | 20 novembre 2024  | 42               |         |
| 38ª      | Rob Dyrdek | Sterling "Steelo" Brim | 22 dicembre 2023  | 14 aprile 2024    | 12 agosto 2024    |                   | 42               |         |
| 39ª      | Rob Dyrdek | Sterling "Steelo" Brim | 14 aprile 2024    | 21 aprile 2024    | 28 aprile 2025    | 7 luglio 2025     | 42               |         |
| 40ª      | Rob Dyrdek | Sterling "Steelo" Brim | 21 aprile 2024    | 26 maggio 2024    | 14 luglio 2025    |                   |                  |         |
| 41ª      | Rob Dyrdek | Sterling "Steelo" Brim | 2 giugno 2024     | 16 giugno 2024    | Inedita           | Inedita           |                  |         |
| 42ª      | Rob Dyrdek | Sterling "Steelo" Brim | 23 giugno 2024    | 7 agosto 2024     | Inedita           | Inedita           |                  |         |
| 43ª      | Rob Dyrdek | Sterling "Steelo" Brim | 11 agosto 2024    | 21 maggio 2025    | Inedita           | Inedita           |                  |         |
| 44ª      | Rob Dyrdek | Sterling "Steelo" Brim | 21 maggio 2025    |                   | Inedita           | Inedita           |                  |         |

### Prima edizione
In Italia, la prima edizione del programma, composta da sedici puntate, è stata trasmessa in prima e seconda serata su MTV dal 18 febbraio al 28 aprile 2012.
| Puntata | Ospiti              | Titolo italiano     | Prima TV Italia  |
| ------- | ------------------- | ------------------- | ---------------- |
| 1       | Ryan O'Malley       | Ryan O'Malley       | 18 febbraio 2012 |
| 2       | Johnny Knoxville    | Johnny Knoxville    | 18 febbraio 2012 |
| 3       | Big Black           | Big Black           | 25 febbraio 2012 |
| 4       | Travis Pastrana     | Travis Pastrana     | 3 marzo 2012     |
| 5       | The Dingo           | The Dingo           | 10 marzo 2012    |
| 6       | Matthew Mounce      | Matthew Mounce      | 17 marzo 2012    |
| 7       | Jeff Tremaine       | Jeff Tremaine       | 24 marzo 2012    |
| 8       | Matt Schlager       | Matt Schlager       | 31 marzo 2012    |
| 9       | Chris "Drama" Pfaff | Chris "Drama" Pfaff | 7 aprile 2012    |
| 10      | Judd Leffew         | Judd Leffew         | 14 aprile 2012   |
| 11      | Caite Upton         | Biker Fox           | 21 aprile 2012   |
| 12      | Ryan Dunn           | Ryan Dunn           |                  |
| 13      | Dan Heaton          | Dan Heaton          |                  |
| 14      | Cole Hernandez      | Cole Hernandez      |                  |
| 15      | The Dingo           | The Dingo II        | 28 aprile 2012   |
| 16      | Big Black           | Big Black II        | 28 aprile 2012   |

### Seconda edizione
| Puntata | Ospiti                    | Titolo italiano                      | Prima TV Italia   |
| ------- | ------------------------- | ------------------------------------ | ----------------- |
| 1       | Justin Bieber             | Justin Bieber                        | 6 agosto 2012     |
| 2       | Floyd Mayweather Jr.      | Floyd Mayweather                     | 8 agosto 2012     |
| 3       | Sara Jean Underwood       | Sara Jean Underwood                  | 23 agosto 2012    |
| 4       | Quinton Jackson           | Quinton "Rampage" Jackson            | 22 agosto 2012    |
| 5       | Duff Goldman              | Duff Goldman                         | 5 settembre 2012  |
| 6       | Jason Ellis               | Jason Ellis                          | 14 settembre 2012 |
| 7       | Nessuno                   | Chanel e Sterling                    | 20 settembre 2012 |
| 8       | Streetbike Tommy          | Streetbike Tommy                     | 26 settembre 2012 |
| 9       | Lil Jon                   | Lil Jon                              | 16 novembre 2012  |
| 10      | Tyler, The Creator e Taco | Tyler, The Creator e Taco            | 26 novembre 2012  |
| 11      | Wiz Khalifa               | Wiz Khalifa                          | 3 dicembre 2012   |
| 12      | Kat Graham                | Kat Graham                           | 10 dicembre 2012  |
| 13      | Vaughn Gittin             | Vaughn Gittin Jr.                    | 17 dicembre 2012  |
| 14      | Chris Cole                | Chris Cole                           | 21 dicembre 2012  |
| 15      | Scott Pfaff               | Big Cat                              | 3 gennaio 2013    |
| 16      | The Bella Twins           | Bella Twins                          | 7 gennaio 2013    |
| 17      | Nessuno                   | Chanel e Sterling II                 | 14 gennaio 2013   |
| 18      | T.J. Lavin                | T.J. Lavin                           | 18 gennaio 2013   |
| 19      | Patty e Gene Dyrdek       | Rob's Parents                        | 29 gennaio 2013   |
| 20      | Wee Man e Preston         | Wee Man e Preston                    | 1º febbraio 2013  |
| 21      | Nessuno                   | The Ridiculousness Top 10 Super Show | 13 febbraio 2013  |

### Terza edizione
| Puntata | Ospiti                                          | Titolo italiano             | Prima TV Italia   |
| ------- | ----------------------------------------------- | --------------------------- | ----------------- |
| 1       | Pauly D                                         | Pauly D                     | 4 settembre 2013  |
| 2       | Nessuno                                         | Chanel e Sterling III       | 13 settembre 2013 |
| 3       | Dana White                                      | Dana White                  | 17 settembre 2013 |
| 4       | Bam Margera                                     | Bam Margera                 | 27 settembre 2013 |
| 5       | Ryan Sheckler                                   | Ryan Sheckler               | 7 ottobre 2013    |
| 6       | Carmen Electra                                  | Carmen Electra              | 14 ottobre 2013   |
| 7       | Ken Block                                       | Ken Block                   | 18 ottobre 2013   |
| 8       | Riff Raff                                       | Riff Raff                   | 7 novembre 2013   |
| 9       | Dominic Monaghan                                | Dominic Monaghan            | 15 novembre 2013  |
| 10      | A$AP Rocky                                      | A$AP Rocky                  | 22 novembre 2013  |
| 11      | Ray J                                           | Ray J                       | 22 novembre 2013  |
| 12      | Nessuno                                         | Chanel e Sterling IV        | 2 dicembre 2013   |
| 13      | Eddie Barbanell                                 | Eddie Barbanell             | 6 dicembre 2013   |
| 14      | Joanna Krupa                                    | Joanna Krupa                | 13 dicembre 2013  |
| 15      | Nessuno                                         | Chanel e Sterling V         | 27 dicembre 2013  |
| 16      | Steve Aoki                                      | Steve Aoki                  | 27 dicembre 2013  |
| 17      | Cody Simpson                                    | Cody Simpson                | 9 gennaio 2014    |
| 18      | Drama, Big Black e crew del The Fantasy Factory | Fantasy Factory             | 24 gennaio 2014   |
| 19      | Nessuno                                         | Best Of The Guest           | 31 gennaio 2014   |
| 20      | Nessuno                                         | A Very Merry Ridiculousness | 24 gennaio 2014   |

### Quarta edizione
| Puntata | Ospiti            | Titolo italiano              | Prima TV Italia |
| ------- | ----------------- | ---------------------------- | --------------- |
| 1       | Nick Swardson     | Nick Swardson                | 16 maggio 2014  |
| 2       | Snoop Dogg        | Snoop Dogg a.k.a. Snoop Lion | 16 maggio 2014  |
| 3       | Nessuno           | Chanel e Sterling VI         | 23 maggio 2014  |
| 4       | Jamie Lee         | Jamie Lee                    | 23 maggio 2014  |
| 5       | Stevie Ryan       | Stevie Ryan                  | 30 maggio 2014  |
| 6       | Nessuno           | Chanel e Sterling VII        | 30 maggio 2014  |
| 7       | Mike Epps         | Mike Epps                    | 6 giugno 2014   |
| 8       | Jenna Marbles     | Jenna Marbles                | 13 giugno 2014  |
| 9       | Michael B. Jordan | Michael B Jordan             | 13 giugno 2014  |
| 10      | Jackson Nicoll    | Jackson Nicoll               | 20 giugno 2014  |
| 11      | Lil Duval         | Lil Duval                    | 27 giugno 2014  |
| 12      | Nessuno           | Chanel e Sterling VIII       | 6 luglio 2014   |
| 13      | The Dudesons      | The Dudesons                 | 6 luglio 2014   |
| 14      | Nyjah Huston      | Nyjah Huston                 | 11 luglio 2014  |
| 15      | Derek Hough       | Derek Hough                  | 11 luglio 2014  |
| 16      | Nessuno           | Chanel e Sterling IX         | 25 luglio 2014  |
| 17      | Tyga              | Tyga                         | 25 luglio 2014  |
| 18      | Guy Fieri         | Guy Fieri                    | 1º agosto 2014  |
| 19      | Harley Morenstein | Harley Morenstein            | 1º agosto 2014  |
| 20      | Nessuno           | Chanel e Sterling X          | 6 agosto 2014   |
| 21      | Lacey Chabert     | Lacey Chabert                | 6 agosto 2014   |

### Quinta edizione
| Puntata | Ospiti                 | Titolo italiano        | Prima TV Italia   |
| ------- | ---------------------- | ---------------------- | ----------------- |
| 1       | Chrissy Teigen         | Chrissy Teigen         | 18 settembre 2014 |
| 2       | Eddie Huang            | Eddie Huang            | 28 settembre 2014 |
| 3       | David Spade            | David Spade            | 1º ottobre 2014   |
| 4       | Maria Menounos         | Maria Menounos         | 7 ottobre 2014    |
| 5       | David Arquette         | David Arquette         | 17 ottobre 2014   |
| 6       | Larry King             | Larry King             | 17 ottobre 2014   |
| 7       | Nessuno                | Chanel e Sterling XI   | 31 ottobre 2014   |
| 8       | Danny Way              | Danny Way              | 10 novembre 2014  |
| 9       | Paul Rodriguez Jr      | Paul Rodriguez         | 14 novembre 2014  |
| 10      | Kylie e Kendall Jenner | Kylie e Kendall Jenner | 24 novembre 2014  |
| 11      | French Montana         | French Montana         | 25 novembre 2014  |
| 12      | Nessuno                | Chanel e Sterling XII  | 22 dicembre 2014  |
| 13      | Sage Kotsenburg        | Sage Kotsenburg        | 22 dicembre 2014  |
| 14      | Chanel Iman            | Chanel Iman            | 22 dicembre 2014  |
| 15      | Nessuno                | 100esimo               | 22 dicembre 2014  |
| 16      | Tyler, the Creator     | Tyler the Creator      | 25 maggio 2015    |
| 17      | Nessuno                | Chanel e Sterling XIII | 25 maggio 2015    |
| 18      | Nate Robinson          | Nate Robinson          | 25 maggio 2015    |
| 19      | Nessuno                | Chanel e Sterling XIV  | 25 maggio 2015    |

### Sesta edizione
In Italia, la sesta edizione del programma, composta da ventinove puntate, è stata trasmessa in prima serata su MTV Next dal 28 gennaio al 5 maggio 2016.
| Puntata | Ospiti           | Titolo italiano         | Prima TV Italia  |
| ------- | ---------------- | ----------------------- | ---------------- |
| 1       | Ne-Yo            | Ne-Yo                   | 28 gennaio 2016  |
| 2       | Nessuno          | Chanel e Sterling XV    | 28 gennaio 2016  |
| 3       | Jagger Eaton     | Jagger Eaton            | 4 febbraio 2016  |
| 4       | Lyndie Greenwood | Lyndie Greenwood        | 4 febbraio 2016  |
| 5       | Tanner Foust     | Tanner Foust            | 11 febbraio 2016 |
| 6       | YG               | YG                      | 11 febbraio 2016 |
| 7       | Nessuno          | Chanel e Sterling XVI   | 18 febbraio 2016 |
| 8       | Future           | Future                  | 18 febbraio 2016 |
| 9       | Smosh            | Smosh                   | 25 febbraio 2016 |
| 10      | Danny Brown      | Danny Brown             | 25 febbraio 2016 |
| 11      | Nessuno          | Chanel e Sterling XVII  | 3 marzo 2016     |
| 12      | Rick Ross        | Rick Ross               | 3 marzo 2016     |
| 13      | Nina Agdal       | Nina Agdal              | 10 marzo 2016    |
| 14      | Nessuno          | Chanel e Sterling XVIII | 10 marzo 2016    |
| 15      | Eric André       | Eric André              | 17 marzo 2016    |
| 16      | Brooks Wheelan   | Brooks Wheelan          | 17 marzo 2016    |
| 17      | Prince Fielder   | Prince Fielder          | 24 marzo 2016    |
| 18      | Juicy J          | Juicy J                 | 24 marzo 2016    |
| 19      | Tyler Posey      | Tyler Posey             | 31 marzo 2016    |
| 20      | Nessuno          | Prom                    | 31 marzo 2016    |
| 21      | Nick Swisher     | Nick Swisher            | 7 aprile 2016    |
| 22      | Nessuno          | Chanel e Sterling XIX   | 7 aprile 2016    |
| 23      | Iliza Shlesinger | Iliza Shlesinger        | 14 aprile 2016   |
| 24      | Drew Pinsky      | Dr. Drew Pinsky         | 14 aprile 2016   |
| 25      | LeSean McCoy     | LeSean McCoy            | 21 aprile 2016   |
| 26      | Dan Bilzerian    | Dan Bilzerian           | 21 aprile 2016   |
| 27      | Travis Mills     | Travis Mills            | 28 aprile 2016   |
| 28      | Nessuno          | Chanel West Coast       | 28 aprile 2016   |
| 29      | The Fat Jewish   | The Fat Jewish          | 5 maggio 2016    |

### Settima edizione
| Puntata | Ospiti              | Titolo italiano         | Prima TV Italia |
| ------- | ------------------- | ----------------------- | --------------- |
| 1       | 50 Cent             | 50 Cent                 |                 |
| 2       | Action Bronson      | Action Bronson          |                 |
| 3       | Nessuno             | Chanel e Sterling XX    |                 |
| 4       | Andy Bell           | Andy Bell               |                 |
| 5       | Machine Gun Kelly   | Machine Gun Kelly       |                 |
| 6       | Dude Perfect        | Dude Perfect            |                 |
| 7       | Charlotte McKinney  | Charlotte McKinney      |                 |
| 8       | Nessuno             | Chanel e Sterling XXI   |                 |
| 9       | Robbie Maddison     | Robbie Maddison         |                 |
| 10      | Nessuno             | Chanel e Sterling XXII  |                 |
| 11      | Paige               | Paige                   |                 |
| 12      | Nessuno             | Steelo Brim             |                 |
| 13      | Travis Scott        | Travis Scott            |                 |
| 14      | Jordin Sparks       | Jordin Sparks           |                 |
| 15      | Nessuno             | Chanel e Sterling XXIII |                 |
| 16      | Diplo               | Diplo                   |                 |
| 17      | Ryan Villopoto      | Ryan Villopoto          |                 |
| 18      | Tyler Farr          | Tyler Farr              |                 |
| 19      | Chris Pontius       | Chris Pontius           |                 |
| 20      | Chase Elliott       | Chase Elliott           |                 |
| 21      | Ja Rule             | Ja Rule                 |                 |
| 22      | Nessuno             | Chanel e Sterling XXIV  |                 |
| 23      | Sage the Gemini     | Sage the Gemini         |                 |
| 24      | Sam Sadler          | Sam Sadler              |                 |
| 25      | Ireland Baldwin     | Ireland Baldwin         |                 |
| 26      | Chris "Drama" Pfaff | Chris "Drama" Pfaff II  |                 |
| 27      | Nessuno             | Chanel e Sterling XXV   |                 |
| 28      | Zara Larsson        | Zara Larsson            |                 |
| 29      | Rae Sremmurd        | Rae Sremmurd            |                 |

### Ottava edizione
| Puntata | Ospiti                        | Titolo italiano               | Prima TV Italia |
| ------- | ----------------------------- | ----------------------------- | --------------- |
| 1       | Nessuno                       | Chanel e Sterling XXVI        |                 |
| 2       | Eric André                    | Eric Andreé II                |                 |
| 3       | Rob Gronkowski                | Rob Gronkowski                |                 |
| 4       | Nessuno                       | Chanel e Sterling XXVII       |                 |
| 5       | Leona Lewis                   | Leona Lewis                   |                 |
| 6       | Marcus Lemonis                | Marcus Lemonis                |                 |
| 7       | Kaitlyn Farrington            | Kaitlyn Farrington            |                 |
| 8       | Hampton Yount                 | Hampton Yount                 |                 |
| 9       | Nessuno                       | Chanel e Sterling XXVIII      |                 |
| 10      | Redfoo                        | Redfoo                        |                 |
| 11      | Metta World Peace             | Metta World Peace             |                 |
| 12      | Nessuno                       | Chanel e Sterling XXIX        |                 |
| 13      | Bubba Wallace                 | Bubba Wallace                 |                 |
| 14      | Nessuno                       | Chanel e Sterling XXX         |                 |
| 15      | T-Pain                        | T-Pain                        |                 |
| 16      | Nessuno                       | Chanel e Sterling XXXI        |                 |
| 17      | Baddiewinkle                  | Baddie Winkle                 |                 |
| 18      | Nessuno                       | Chanel e Sterling XXXII       |                 |
| 19      | DeMarcus Ware e Von Miller    | DeMarcus Ware e Von Miller    |                 |
| 20      | Nessuno                       | Chanel e Sterling XXXIII      |                 |
| 21      | Wanda Sykes                   | Wanda Sykes                   |                 |
| 22      | Nessuno                       | Chanel e Sterling XXXIV       |                 |
| 23      | Dillon Francis                | Dillon Francis                |                 |
| 24      | Dave England                  | Dave England                  |                 |
| 25      | Bryan Callen e Brendan Schaub | Bryan Callen e Brendan Schaub |                 |
| 26      | Nessuno                       | Chanel e Sterling XXXV        |                 |
| 27      | Jerry Springer                | Jerry Springer                |                 |
| 28      | Nessuno                       | Chanel e Sterling XXXVI       |                 |
| 29      | Jolene Van Vugt               | Jolene Van Vugt               |                 |
| 30      | Nessuno                       | Chanel e Sterling XXXVII      |                 |

### Nona edizione
| Puntata | Ospiti              | Titolo italiano           | Prima TV Italia |
| ------- | ------------------- | ------------------------- | --------------- |
| 1       | Nessuno             | Chanel e Sterling XXXVIII |                 |
| 2       | Jamie Bestwick      | Jamie Bestwick            |                 |
| 3       | Nessuno             | Chanel e Sterling XXXIX   |                 |
| 4       | Clinton Sparks      | Clinton Sparks            |                 |
| 5       | Nessuno             | Chanel e Sterling XL      |                 |
| 6       | Danger Ehren        | Danger Ehren              |                 |
| 7       | Nessuno             | Chanel e Sterling XLI     |                 |
| 8       | Steve Wilkos        | Steve Wilkos              |                 |
| 9       | Nessuno             | Chanel e Sterling XLII    |                 |
| 10      | Michael Crossland   | Michael Crossland         |                 |
| 11      | Teyana Taylor       | Teyana Taylor             |                 |
| 12      | Nessuno             | Chanel e Sterling XLIII   |                 |
| 13      | The Chainsmokers    | Chain Smokers             |                 |
| 14      | Nessuno             | Chanel e Sterling XLIV    |                 |
| 15      | Vic Mensa           | Vic Mensa                 |                 |
| 16      | Nessuno             | Chanel e Sterling XLV     |                 |
| 17      | Jessie J            | Jessie J                  |                 |
| 18      | Nessuno             | Chanel e Sterling XLVI    |                 |
| 19      | DJ Paul             | DJ Paul                   |                 |
| 20      | Nessuno             | Chanel e Sterling XLVII   |                 |
| 21      | Young M.A           | Young M.A.                |                 |
| 22      | Nessuno             | La puntata più disgustosa |                 |
| 23      | Tami Roman          | Tami Roman                |                 |
| 24      | Nessuno             | Ridic Remix               |                 |
| 25      | Nessuno             | Vacanze estive            |                 |
| 26      | Charlemagne Tha God | Charlemagne Tha God       |                 |
| 27      | Gene Dyrdek         | Gene Dyrdek               |                 |
| 28      | Big Baby D.R.A.M.   | Big Baby D.R.A.M.         |                 |
| 29      | Post Malone         | Post Malone               |                 |
| 30      | DJ Khaled           | DJ Khaled                 |                 |

### Decima edizione
| Puntata | Ospiti             | Titolo italiano                    | Prima TV Italia |
| ------- | ------------------ | ---------------------------------- | --------------- |
| 1       | Nessuno            | The Ridickys                       |                 |
| 2       | 21 Savage          | 21 Savage                          |                 |
| 3       | Nessuno            | Chanel e Sterling XLVIII           |                 |
| 4       | Ty Dolla $ign      | Ty Dolla $ign                      |                 |
| 5       | DJ Mustard         | DJ Mustard                         |                 |
| 6       | Nessuno            | Chanel e Sterling XLIX             |                 |
| 7       | Nessuno            | Kidiculousness                     |                 |
| 8       | G-Eazy             | G-Eazy                             |                 |
| 9       | Gaten Matarazzo    | Gaten Matarazzo                    |                 |
| 10      | Nessuno            | Chanel e Sterling L                |                 |
| 11      | Nessuno            | The Happy Everything Episode       |                 |
| 12      | Nessuno            | Snowdiculousness                   |                 |
| 13      | Mark Cuban         | Mark Cuban                         |                 |
| 14      | Nessuno            | Chick-ulousness                    |                 |
| 15      | Christina Milian   | Christina Milian                   |                 |
| 16      | Nessuno            | Nerdiculousness                    |                 |
| 17      | Nessuno            | Bro-diculousness                   |                 |
| 18      | Nessuno            | Chanel e Sterling LI               |                 |
| 19      | Mike Posner        | Mike Posner                        |                 |
| 20      | Jordan Clarkson    | Jordan Clarkson                    |                 |
| 21      | Waka Flocka Flame  | Waka Flocka Flame                  |                 |
| 22      | Keyshia Cole       | Keyshia Cole                       |                 |
| 23      | Nessuno            | Chanel e Sterling LII              |                 |
| 24      | Nessuno            | Red, White and Bluediculousness    |                 |
| 25      | Nessuno            | Highdiculousness                   |                 |
| 26      | Steel Panther      | Rockdiculousness con Steel Panther |                 |
| 27      | Nessuno            | The Ridiculousness 500             |                 |
| 28      | Wheeler Walker Jr. | Wheeler Walker, Jr                 |                 |
| 29      | Big Freedia        | Big Freedia                        |                 |
| 30      | Matt Shively       | Matt Shively                       |                 |

### Undicesima edizione
| Puntata | Ospiti              | Titolo italiano          | Prima TV Italia |
| ------- | ------------------- | ------------------------ | --------------- |
| 1       | Nessuno             | Chanel e Sterling LIII   |                 |
| 2       | Nessuno             | Chanel e Sterling LIV    |                 |
| 3       | Nessuno             | Chanel e Sterling LV     |                 |
| 4       | Jack & Jack         | Jack & Jack              |                 |
| 5       | Jimmy Uso e Naomi   | Jimmy Uso e Naomi        |                 |
| 6       | Justina Valentine   | Justina Valentine        |                 |
| 7       | Nessuno             | Chanel e Sterling LVI    |                 |
| 8       | Cody Garbrandt      | Cody Garbrandt           |                 |
| 9       | Steve-O             | Steve-O                  |                 |
| 10      | Shanina Shaik       | Shanina Shaik            |                 |
| 11      | Laurie Hernandez    | Laurie Hernandez         |                 |
| 12      | MAX                 | MAX                      |                 |
| 13      | Nessuno             | Chanel e Sterling LVII   |                 |
| 14      | Nessuno             | Chanel e Sterling LVIII  |                 |
| 15      | Nessuno             | Chanel e Sterling LIX    |                 |
| 16      | Nessuno             | Chanel e Sterling LX     |                 |
| 17      | Adam Rippon         | Adam Rippon              |                 |
| 18      | Lewis Howes         | Lewis Howes              |                 |
| 19      | Nessuno             | Chanel e Sterling LXI    |                 |
| 20      | Chloe Kim           | Chloe Kim                |                 |
| 21      | Jasmine Tookes      | Jasmine Tookes           |                 |
| 22      | Brendan Schaub      | Brendan Schaub           |                 |
| 23      | Nessuno             | Chanel e Sterling LXII   |                 |
| 24      | Nessuno             | Chanel e Sterling LXIII  |                 |
| 25      | Nessuno             | Chanel e Sterling LXIV   |                 |
| 26      | Chris "Drama" Pfaff | Chris "Drama" Pfaff III  |                 |
| 27      | Michael Carbonaro   | Michael Carbonaro        |                 |
| 28      | Chris "Drama" Pfaff | Chris "Drama" Pfaff IV   |                 |
| 29      | Brendan Schaub      | Brendan Schaub II        |                 |
| 30      | Nessuno             | Chanel e Sterling LXV    |                 |
| 31      | Gary Owen           | Gary Owen                |                 |
| 32      | Michael Rapaport    | Michael Rapaport         |                 |
| 33      | Supreme Patty       | Supreme Patty            |                 |
| 34      | Nessuno             | Chanel e Sterling LXVI   |                 |
| 35      | Jermaine Dupri      | Jermaine Dupri           |                 |
| 36      | Nessuno             | Chanel e Sterling LXVII  |                 |
| 37      | Nessuno             | Chanel e Sterling LXVIII |                 |
| 38      | Nessuno             | Chanel e Sterling LXIX   |                 |
| 39      | Nessuno             | Chanel e Sterling LXX    |                 |
| 40      | Nessuno             | Chanel e Sterling LXXI   |                 |
| 41      | Kevin Hart          | Kevin Hart               |                 |

### Dodicesima edizione
| Puntata | Ospiti               | Titolo italiano            | Prima TV Italia |
| ------- | -------------------- | -------------------------- | --------------- |
| 1       | Nessuno              | Chanel e Sterling LXXII    |                 |
| 2       | Nessuno              | Chanel e Sterling LXXIII   |                 |
| 3       | Nessuno              | Chanel e Sterling LXXIII   |                 |
| 4       | Nessuno              | Chanel e Sterling LXXIV    |                 |
| 5       | Nessuno              | Chanel e Sterling LXXV     |                 |
| 6       | Nessuno              | Chanel e Sterling LXXVI    |                 |
| 7       | Nessuno              | Chanel e Sterling LXXVII   |                 |
| 8       | Nessuno              | Chanel e Sterling LXXVIII  |                 |
| 9       | Nessuno              | Chanel e Sterling LXXIX    |                 |
| 10      | Nessuno              | Chanel e Sterling LXXX     |                 |
| 11      | Nessuno              | Chanel e Sterling LXXXI    |                 |
| 12      | Nessuno              | Chanel e Sterling LXXXII   |                 |
| 13      | Nessuno              | Chanel e Sterling LXXXIII  |                 |
| 14      | Nessuno              | Chanel e Sterling LXXXIV   |                 |
| 15      | Nessuno              | Chanel e Sterling LXXXV    |                 |
| 16      | Nessuno              | Chanel e Sterling LXXXVI   |                 |
| 17      | Nessuno              | Chanel e Sterling LXXXVII  |                 |
| 18      | Nessuno              | Chanel e Sterling LXXXVIII |                 |
| 19      | Nessuno              | Chanel e Sterling LXXXIX   |                 |
| 20      | Rob Riggle           | Rob Riggle                 |                 |
| 21      | Mike Tyson           | Mike Tyson                 |                 |
| 22      | Matt Barnes          | Matt Barnes                |                 |
| 23      | Swizz Beatz          | Swizz Beatz                |                 |
| 24      | Daniel Cormier       | Daniel Cormier             |                 |
| 25      | Amanda Cerny         | Amanda Cerny               |                 |
| 26      | Shiggy               | Shiggy                     |                 |
| 27      | Trevor Jackson       | Trevor Jackson             |                 |
| 28      | Rich The Kid         | Rich The Kid               |                 |
| 29      | Florida Georgia Line | Florida Georgia Line       |                 |
| 30      | Zach Holmes          | Zach Holmes                |                 |
| 31      | Allen Stone          | Allen Stone                |                 |
| 32      | Brian Deegan         | Brian Deegan               |                 |
| 33      | Becky Lynch          | Becky Lynch                |                 |
| 34      | Mike Holston         | Mike Holston               |                 |
| 35      | Terrence J           | Terrence J                 |                 |
| 36      | Jimmy O. Yang        | Jimmy O. Yang              |                 |
| 37      | Kelly Rowland        | Kelly Rowland              |                 |
| 38      | Ken Block            | Ken Block II               |                 |
| 39      | Victor Cruz          | Victor Cruz                |                 |
| 40      | Pat e Gene Dyrdek    | Rob's Parents II           |                 |
| 41      | Jay Rock             | Jay Rock                   |                 |
| 42      | Nessuno              | Chanel e Sterling XC       |                 |

### Tredicesima edizione
| Puntata | Ospiti              | Titolo italiano          | Prima TV Italia |
| ------- | ------------------- | ------------------------ | --------------- |
| 1       | Nessuno             | Chanel e Sterling XCI    |                 |
| 2       | Nessuno             | Chanel e Sterling XCII   |                 |
| 3       | Nessuno             | Chanel e Sterling XCII   |                 |
| 4       | Nessuno             | Chanel e Sterling XCIII  |                 |
| 5       | Nessuno             | Chanel e Sterling XCIV   |                 |
| 6       | Nessuno             | Chanel e Sterling XCV    |                 |
| 7       | Nessuno             | Chanel e Sterling XCVI   |                 |
| 8       | Nessuno             | Chanel e Sterling XCVII  |                 |
| 9       | Nessuno             | Chanel e Sterling XCVIII |                 |
| 10      | Nessuno             | Chanel e Sterling XCIX   |                 |
| 11      | Nessuno             | Chanel e Sterling C      |                 |
| 12      | Nessuno             | Chanel e Sterling CI     |                 |
| 13      | Nessuno             | Chanel e Sterling CII    |                 |
| 14      | Nessuno             | Chanel e Sterling CIII   |                 |
| 15      | Nessuno             | Chanel e Sterling CIV    |                 |
| 16      | Nessuno             | Chanel e Sterling CV     |                 |
| 17      | Brendan Schaub      | Brendan Schaub III       |                 |
| 18      | Tory Lanez          | Tory Lanez               |                 |
| 19      | Nessuno             | Chanel e Sterling CVI    |                 |
| 20      | Nessuno             | Chanel e Sterling CVII   |                 |
| 21      | Miguel              | Miguel                   |                 |
| 22      | Machine Gun Kelly   | Machine Gun Kelly II     |                 |
| 23      | Kobe Bryant         | Ridiculousness           |                 |
| 24      | Christian Yelich    | Christian Yelich         |                 |
| 25      | Penn Jillette       | Penn Jillette            |                 |
| 26      | Danielle Herrington | Danielle Herrington      |                 |
| 27      | Lil Yachty          | Lil Yachty               |                 |
| 28      | O.T. Genasis        | O.T. Genasis             |                 |
| 29      | Ben Baller          | Ben Baller               |                 |
| 30      | Chris Hardwick      | Chris Hardwick           |                 |
| 31      | Margie Plus         | Margie Plus              |                 |
| 32      | Tank                | Tank                     |                 |
| 33      | Steve Aoki          | Steve Aoki II            |                 |
| 34      | Axell Hodges        | Axell Hodges             |                 |
| 35      | Harry Hudson        | Harry Hudson             |                 |
| 36      | César Millan        | César Millan             |                 |
| 37      | Bow Wow             | Bow Wow                  |                 |
| 38      | Madison Beer        | Madison Beer             |                 |
| 39      | Kurt Busch          | Kurt Busch               |                 |
| 40      | T.J. Dillashaw      | T.J. Dillashaw           |                 |
| 41      | Paige VanZant       | Paige VanZant            |                 |

### Quattordicesima edizione
| Puntata | Ospiti              | Titolo italiano          | Prima TV Italia |
| ------- | ------------------- | ------------------------ | --------------- |
| 1       | Nessuno             | Chanel e Sterling CVIII  |                 |
| 2       | Nessuno             | Chanel e Sterling CIX    |                 |
| 3       | Nessuno             | Chanel e Sterling CIX    |                 |
| 4       | Nessuno             | Chanel e Sterling CX     |                 |
| 5       | Nessuno             | Chanel e Sterling CXI    |                 |
| 6       | Nessuno             | Chanel e Sterling CXII   |                 |
| 7       | Nessuno             | Chanel e Sterling CXIII  |                 |
| 8       | Nessuno             | Chanel e Sterling CXIV   |                 |
| 9       | Nessuno             | Chanel e Sterling CXV    |                 |
| 10      | Nessuno             | Chanel e Sterling CXVI   |                 |
| 11      | Nessuno             | Chanel e Sterling CXVII  |                 |
| 12      | Nessuno             | Chanel e Sterling CXVIII |                 |
| 13      | Nessuno             | Chanel e Sterling CXIX   |                 |
| 14      | Nessuno             | Chanel e Sterling CXX    |                 |
| 15      | Nessuno             | Chanel e Sterling CXXI   |                 |
| 16      | Nessuno             | Chanel e Sterling CXXII  |                 |
| 17      | Nessuno             | Chanel e Sterling CXXIII |                 |
| 18      | Nessuno             | Chanel e Sterling CXXIV  |                 |
| 19      | Nessuno             | Chanel e Sterling CXXV   |                 |
| 20      | Nessuno             | Chanel e Sterling CXXVI  |                 |
| 21      | Vitaly Zdorovetskiy | Vitaly Zdorovetskiy      |                 |
| 22      | Nessuno             | VMA Awards               |                 |
| 23      | Nessuno             | VMA Moments              |                 |
| 24      | Grant Gustin        | Grant Gustin             |                 |
| 25      | Chris Reinacher     | Chris Reinacher          |                 |
| 26      | Schoolboy Q         | Schoolboy Q              |                 |
| 27      | Ally Brooke         | Ally Brooke              |                 |
| 28      | Lil Skies           | Lil Skies                |                 |
| 29      | Melvin Ingram       | Melvin Ingram            |                 |
| 30      | Too $hort           | Too Short                |                 |
| 31      | Lil Jon             | Lil Jon II               |                 |
| 32      | Austin Mahone       | Austin Mahone            |                 |
| 33      | Sean Kingston       | Sean Kingston            |                 |
| 34      | Josef Newgarden     | Josef Newgarden          |                 |
| 35      | Trey Songz          | Trey Songz               |                 |
| 36      | Jarvis Landry       | Jarvis Landry            |                 |
| 37      | Mark Hoppus         | Mark Hoppus              |                 |
| 38      | Elle King           | Elle King                |                 |
| 39      | Kane Brown          | Kane Brown               |                 |
| 40      | Tyron Woodley       | Tyron Woodley            |                 |
| 41      | Mike Holston        | Mike Holston II          |                 |
| 42      | Yo Gotti            | Yo Gotti                 |                 |

### Quindicesima edizione
| Puntata | Ospiti                                                 | Titolo italiano            | Prima TV Italia |
| ------- | ------------------------------------------------------ | -------------------------- | --------------- |
| 1       | Nessuno                                                | Chanel e Sterling CXXVII   |                 |
| 2       | Nessuno                                                | Chanel e Sterling CXXVIII  |                 |
| 3       | Karrueche Tran                                         | Karrueche Tran             |                 |
| 4       | Nessuno                                                | Chanel e Sterling CXXIX    |                 |
| 5       | Nev Schulman                                           | Nev Schulman               |                 |
| 6       | Trina                                                  | Trina                      |                 |
| 7       | Nessuno                                                | Chanel e Sterling CXXX     |                 |
| 8       | Camille Kostek                                         | Camille Kostek             |                 |
| 9       | A$AP Ferg                                              | A$AP Ferg                  |                 |
| 10      | Nessuno                                                | Chanel e Sterling CXXXI    |                 |
| 11      | Nessuno                                                | Chanel e Sterling CXXXII   |                 |
| 12      | Chloe Trautman                                         | Chloe Trautman             |                 |
| 13      | Nessuno                                                | Chanel e Sterling CXXXIII  |                 |
| 14      | Nessuno                                                | Chanel e Sterling CXXXIV   |                 |
| 15      | Rick Ross                                              | Rick Ross II               |                 |
| 16      | Wale                                                   | Wale                       |                 |
| 17      | Nessuno                                                | Chanel e Sterling CXXXV    |                 |
| 18      | Nessuno                                                | Chanel e Sterling CXXXVI   |                 |
| 19      | DaniLeigh                                              | DaniLeigh                  |                 |
| 20      | Nessuno                                                | Chanel e Sterling CXXXVII  |                 |
| 21      | LaVar Ball                                             | LaVar Ball                 |                 |
| 22      | Nessuno                                                | Chanel e Sterling CXXXVIII |                 |
| 23      | Tyga                                                   | Tyga II                    |                 |
| 24      | Nessuno                                                | Chanel e Sterling CXXXIX   |                 |
| 25      | Tommy Lee                                              | Tommy Lee                  |                 |
| 26      | Nessuno                                                | Chanel e Sterling CXL      |                 |
| 27      | Karl-Anthony Towns                                     | Karl-Anthony Towns         |                 |
| 28      | Nessuno                                                | Chanel e Sterling CXLI     |                 |
| 29      | Wes Scantlin                                           | Wes Scantlin               |                 |
| 30      | Nessuno                                                | Chanel e Sterling CXLII    |                 |
| 31      | Nessuno                                                | Winter Holidays            |                 |
| 32      | Nessuno                                                | Chanel e Sterling CXLIII   |                 |
| 33      | Anderson Paak                                          | Anderson .Paak             |                 |
| 34      | Nessuno                                                | Chanel e Sterling CXLIV    |                 |
| 35      | Brittany Furlan                                        | Brittany Furlan            |                 |
| 36      | Nessuno                                                | Chanel e Sterling CXLV     |                 |
| 37      | Jasper & Errol                                         | Jasper & Errol             |                 |
| 38      | Nessuno                                                | Chanel e Sterling CXLVI    |                 |
| 39      | Iman Shumpert                                          | Iman Shumpert              |                 |
| 40      | Nina, Melvin, B..Simone e Brandon                      | Grossness                  |                 |
| 41      | Nina, Melvin, B..Simone e Brandon                      | Grossness II               |                 |
| 42      | James Davis, Hennessy, Reginae Carter e Johnny Bananas | WTFness                    |                 |
| 43      | James Davis, Hennessy, Reginae Carter e Spencer Pratt  | WTFness II                 |                 |

### Sedicesima edizione
| Puntata | Ospiti         | Titolo italiano           | Prima TV Italia |
| ------- | -------------- | ------------------------- | --------------- |
| 1       | Nessuno        | Chanel e Sterling CXLVII  |                 |
| 2       | Juicy J        | Juicy J                   |                 |
| 3       | Nessuno        | Chanel e Sterling CXLVIII |                 |
| 4       | Gene Simmons   | Gene Simmons              |                 |
| 5       | Dave East      | Dave East                 |                 |
| 6       | B. Simone      | B. Simone                 |                 |
| 7       | Nessuno        | Chanel e Sterling CXLIX   |                 |
| 8       | Miles Brown    | Miles Brown               |                 |
| 9       | Nessuno        | Chanel e Sterling CL      |                 |
| 10      | Nessuno        | Chanel e Sterling CLI     |                 |
| 11      | Nessuno        | Chanel e Sterling CLII    |                 |
| 12      | Xzibit         | Xzibit                    |                 |
| 13      | Nessuno        | Chanel e Sterling CLIII   |                 |
| 14      | Chief Keef     | Chief Keef                |                 |
| 15      | Nessuno        | Chanel e Sterling CLIV    |                 |
| 16      | Brian Urlacher | Brian Urlacher            |                 |
| 17      | Jason Aldean   | Jason Aldean              |                 |
| 18      | Puma Robinson  | Puma Robinson             |                 |
| 19      | Nessuno        | Chanel e Sterling CLV     |                 |
| 20      | Johnny Bananas | Johnny Bananas            |                 |
| 21      | Nessuno        | Chanel e Sterling CLVI    |                 |
| 22      | Nessuno        | Chanel e Sterling CLVII   |                 |
| 23      | Nessuno        | Chanel e Sterling CLVIII  |                 |
| 24      | Jake Paul      | Jake Paul                 |                 |
| 25      | Nessuno        | Chanel e Sterling CLIX    |                 |
| 26      | Nessuno        | Chanel e Sterling CLX     |                 |
| 27      | Nessuno        | Chanel e Sterling CLXI    |                 |
| 28      | Snooki         | Snooki                    |                 |
| 29      | Nessuno        | Chanel e Sterling CLXII   |                 |
| 30      | Nessuno        | Chanel e Sterling CLXIII  |                 |
| 31      | Daymond John   | Daymond John              |                 |
| 32      | Kelly Hansen   | Kelly Hansen              |                 |
| 33      | Nessuno        | Chanel e Sterling CLXIV   |                 |
| 34      | Nessuno        | Chanel e Sterling CLXV    |                 |
| 35      | Nessuno        | Chanel e Sterling CLXVI   |                 |
| 36      | Yelawolf       | Yelawolf                  |                 |
| 37      | Nessuno        | Chanel e Sterling CLXVII  |                 |
| 38      | Jeremy Meeks   | Jeremy Meeks              |                 |
| 39      | Joey Fatone    | Joey Fatone               |                 |

### Diciassettesima edizione
In questa edizione sono presenti ospiti in sei puntate.
| Puntata | Ospiti        | Titolo italiano             | Prima TV Italia |
| ------- | ------------- | --------------------------- | --------------- |
| 1       | Wyclef Jean   | Wyclef Jean                 |                 |
| 2       | Nessuno       | Chanel e Sterling CLXVIII   |                 |
| 3       | Nick Young    | Nick Young                  |                 |
| 4       | Rob Huebel    | Rob Huebel                  |                 |
| 5       | Nessuno       | Chanel e Sterling CLXIX     |                 |
| 6       | Nessuno       | Chanel e Sterling CLXX      |                 |
| 7       | Nessuno       | Ridiculousness              |                 |
| 8       | Eric Roberts  | Eric Roberts                |                 |
| 9       | Nessuno       | Chanel e Sterling CLXXI     |                 |
| 10      | Nessuno       | Chanel e Sterling CLXXII    |                 |
| 11      | Nessuno       | Chanel e Sterling CLXXIII   |                 |
| 12      | Nessuno       | Chanel e Sterling CLXXIV    |                 |
| 13      | Chris Jericho | Chris Jericho               |                 |
| 14      | Nessuno       | Chanel e Sterling CLXXV     |                 |
| 15      | Nessuno       | Chanel e Sterling CLXXVI    |                 |
| 16      | Nessuno       | Chanel e Sterling CLXXVII   |                 |
| 17      | Nessuno       | Chanel e Sterling CLXXVIII  |                 |
| 18      | Nessuno       | Chanel e Sterling CLXXIX    |                 |
| 19      | JoJo          | JoJo                        |                 |
| 20      | Nessuno       | Chanel e Sterling CLXXX     |                 |
| 21      | Nessuno       | Chanel e Sterling CLXXXI    |                 |
| 22      | Nessuno       | Chanel e Sterling CLXXXII   |                 |
| 23      | Nessuno       | Chanel e Sterling CLXXXIII  |                 |
| 24      | Nessuno       | Chanel e Sterling CLXXXIV   |                 |
| 25      | Nessuno       | Summer Celebration          |                 |
| 26      | Nessuno       | Chanel e Sterling CLXXXV    |                 |
| 27      | Nessuno       | Chanel e Sterling CLXXXVI   |                 |
| 28      | Nessuno       | Chanel e Sterling CLXXXVII  |                 |
| 29      | Nessuno       | Chanel e Sterling CLXXXVIII |                 |
| 30      | Nessuno       | Chanel e Sterling CLXXXIX   |                 |
| 31      | Nessuno       | Chanel e Sterling CXC       |                 |
| 32      | Nessuno       | Chanel e Sterling CXCI      |                 |
| 33      | Nessuno       | Chanel e Sterling CXCII     |                 |
| 34      | Nessuno       | Chanel e Sterling CXCIII    |                 |
| 35      | Nessuno       | Chanel e Sterling CXCIV     |                 |
| 36      | Nessuno       | Chanel e Sterling CXCV      |                 |
| 37      | Nessuno       | Chanel e Sterling CXCVI     |                 |
| 38      | Nessuno       | Chanel e Sterling CXCVII    |                 |
| 39      | Nessuno       | Chanel e Sterling CXCVIII   |                 |
| 40      | Nessuno       | Chanel e Sterling CXCIX     |                 |
| 41      | Nessuno       | Chanel e Sterling CC        |                 |
| 42      | Nessuno       | Chanel e Sterling CCI       |                 |

### Diciottesima edizione
In questa edizione sono presenti ospiti in tre puntate.
| Puntata | Ospiti         | Titolo italiano            | Prima TV Italia |
| ------- | -------------- | -------------------------- | --------------- |
| 1       | Nessuno        | Chanel e Sterling CCII     |                 |
| 2       | Nessuno        | Chanel e Sterling CCIII    |                 |
| 3       | Nessuno        | Chanel e Sterling CCIV     |                 |
| 4       | Nessuno        | Chanel e Sterling CCV      |                 |
| 5       | Nessuno        | Chanel e Sterling CCVI     |                 |
| 6       | Nessuno        | Chanel e Sterling CCVII    |                 |
| 7       | Nessuno        | Chanel e Sterling CCVIII   |                 |
| 8       | Nessuno        | Chanel e Sterling CCIX     |                 |
| 9       | Nessuno        | Chanel e Sterling CCX      |                 |
| 10      | Nessuno        | Chanel e Sterling CCXI     |                 |
| 11      | Nessuno        | Chanel e Sterling CCXII    |                 |
| 12      | Nessuno        | Chanel e Sterling CCXIII   |                 |
| 13      | Nessuno        | Chanel e Sterling CCXIV    |                 |
| 14      | Nessuno        | Chanel e Sterling CCXV     |                 |
| 15      | Nessuno        | Chanel e Sterling CCXVI    |                 |
| 16      | Nessuno        | Chanel e Sterling CCXVII   |                 |
| 17      | Nessuno        | Chanel e Sterling CCXVIII  |                 |
| 18      | Nessuno        | Chanel e Sterling CCXIX    |                 |
| 19      | Nessuno        | The 500th Episode          |                 |
| 20      | Wells Adams    | Wells Adams                |                 |
| 21      | Nessuno        | Chanel e Sterling CCXX     |                 |
| 22      | Lauv           | Lauv                       |                 |
| 23      | Nessuno        | Chanel e Sterling CCXXI    |                 |
| 24      | Nessuno        | Chanel e Sterling CCXXII   |                 |
| 25      | Nessuno        | America's Sweetheart       |                 |
| 26      | Nessuno        | Chanel e Sterling CCXXIII  |                 |
| 27      | Nessuno        | Chanel e Sterling CCXXIV   |                 |
| 28      | Nessuno        | Chanel's Birthday          |                 |
| 29      | Lamorne Morris | Lamorne Morris             |                 |
| 30      | Nessuno        | Chanel e Sterling CCXXV    |                 |
| 31      | Nessuno        | Chanel e Sterling CCXXVI   |                 |
| 32      | Nessuno        | Chanel e Sterling CCXXVII  |                 |
| 33      | Nessuno        | Chanel e Sterling CCXXVIII |                 |
| 34      | Nessuno        | Chanel e Sterling CCXXIX   |                 |
| 35      | Nessuno        | Chanel e Sterling CCXXX    |                 |
| 36      | Nessuno        | Chanel e Sterling CCXXXI   |                 |
| 37      | Nessuno        | Chanel e Sterling CCXXXII  |                 |
| 38      | Nessuno        | Chanel e Sterling CCXXXIII |                 |
| 39      | Nessuno        | Chanel e Sterling CCXXXIV  |                 |
| 40      | Nessuno        | Chanel e Sterling CCXXXV   |                 |
| 41      | Nessuno        | Chanel e Sterling CCXXXVI  |                 |
| 42      | Nessuno        | Chanel e Sterling CCXXXVII |                 |

### Diciannovesima edizione
In questa edizione sono presenti ospiti in cinque puntate.
| Puntata | Ospiti         | Titolo italiano                     | Prima TV Italia |
| ------- | -------------- | ----------------------------------- | --------------- |
| 1       | Madison Beer   | Madison Beer II                     |                 |
| 2       | Nessuno        | Chanel e Sterling CCXXXVIII         |                 |
| 3       | Nessuno        | Chanel e Sterling CCXXXIX           |                 |
| 4       | Nessuno        | Chanel e Sterling CCXL              |                 |
| 5       | Nessuno        | Chanel e Sterling CCXLI             |                 |
| 6       | Nessuno        | Chanel e Sterling CCXLII            |                 |
| 7       | Nessuno        | Chanel e Sterling CCXLIII           |                 |
| 8       | Nessuno        | Chanel e Sterling CCXLIV            |                 |
| 9       | Nessuno        | Chanel e Sterling CCXLV             |                 |
| 10      | Nessuno        | Chanel e Sterling CCXLVI            |                 |
| 11      | Nessuno        | Chanel e Sterling CCXLVII           |                 |
| 12      | Nessuno        | Un felice santo Ridiculousness I    |                 |
| 13      | Nessuno        | Un felice santo Ridiculousness II   |                 |
| 14      | Nessuno        | Un felice santo Ridiculousness III  |                 |
| 15      | Nessuno        | Un felice santo Ridiculousness IV   |                 |
| 16      | Nessuno        | Un felice santo Ridiculousness V    |                 |
| 17      | Nessuno        | Un felice santo Ridiculousness VI   |                 |
| 18      | Nessuno        | Un felice santo Ridiculousness VII  |                 |
| 19      | Nessuno        | Un felice santo Ridiculousness VIII |                 |
| 20      | Nessuno        | Un felice santo Ridiculousness IX   |                 |
| 21      | Nessuno        | Un felice santo Ridiculousness X    |                 |
| 22      | Pauly Shore    | Pauly Shore                         |                 |
| 23      | Nessuno        | Chanel e Sterling CCXLVIII          |                 |
| 24      | Nessuno        | Chanel e Sterling CCXLIX            |                 |
| 25      | Nessuno        | Chanel e Sterling CCL               |                 |
| 26      | Nessuno        | Chanel e Sterling CCLI              |                 |
| 27      | Nessuno        | Chanel e Sterling CCLII             |                 |
| 28      | Nessuno        | Chanel e Sterling CCLIII            |                 |
| 29      | Nessuno        | Chanel e Sterling CCLIV             |                 |
| 30      | Nessuno        | Chanel e Sterling CCLV              |                 |
| 31      | Nessuno        | Chanel e Sterling CCLVI             |                 |
| 32      | Nessuno        | Chanel e Sterling CCLVII            |                 |
| 33      | Nessuno        | Chanel e Sterling CCLVIII           |                 |
| 34      | Nessuno        | Chanel e Sterling CCLIX             |                 |
| 35      | Nessuno        | Chanel e Sterling CCLX              |                 |
| 36      | Nessuno        | Chanel e Sterling CCLXI             |                 |
| 37      | Nessuno        | Chanel e Sterling CCLXII            |                 |
| 38      | Nessuno        | Chanel e Sterling CCLXIII           |                 |
| 39      | Brendan Schaub | Brendan Schaub IV                   |                 |
| 40      | Reggie Watts   | Reggie Watts                        |                 |
| 41      | Nessuno        | Chanel e Sterling CCLXIV            |                 |
| 42      | Logan Paul     | Logan Paul                          |                 |

### Ventesima edizione
In questa edizione sono presenti ospiti in otto puntate.
| Puntata | Ospiti           | Titolo italiano              | Prima TV Italia |
| ------- | ---------------- | ---------------------------- | --------------- |
| 1       | Nessuno          | Chanel e Sterling CCLXV      |                 |
| 2       | Peyton List      | Peyton List                  |                 |
| 3       | Brendan Schaub   | Brendan Schaub V             |                 |
| 4       | Jo Koy           | Jo Koy                       |                 |
| 5       | Nessuno          | Chanel e Sterling CCLXVI     |                 |
| 6       | Jaleel White     | Jaleel White                 |                 |
| 7       | Brendan Schaub   | Brendan Schaub VI            |                 |
| 8       | Nessuno          | Chanel e Sterling CCLXVII    |                 |
| 9       | Nessuno          | Chanel e Sterling CCLXVIII   |                 |
| 10      | Nessuno          | Chanel e Sterling CCLXIX     |                 |
| 11      | Nessuno          | Chanel e Sterling CCLXX      |                 |
| 12      | Nessuno          | Chanel e Sterling CCLXXI     |                 |
| 13      | Nessuno          | Chanel e Sterling CCLXXII    |                 |
| 14      | Nessuno          | Chanel e Sterling CCLXXIII   |                 |
| 15      | Nessuno          | Chanel e Sterling CCLXXIV    |                 |
| 16      | Nessuno          | Chanel e Sterling CCLXXV     |                 |
| 17      | Nessuno          | Chanel e Sterling CCLXXVI    |                 |
| 18      | Nessuno          | Chanel e Sterling CCLXXVII   |                 |
| 19      | Nessuno          | Chanel e Sterling CCLXXVIII  |                 |
| 20      | Nessuno          | Chanel e Sterling CCLXXIX    |                 |
| 21      | Nessuno          | Chanel e Sterling CCLXXX     |                 |
| 22      | Nessuno          | Chanel e Sterling CCLXXXI    |                 |
| 23      | Nessuno          | Chanel e Sterling CCLXXXII   |                 |
| 24      | Nessuno          | Chanel e Sterling CCLXXXIII  |                 |
| 25      | Gabriel Iglesias | Gabriel Iglesias             |                 |
| 26      | Nessuno          | Chanel e Sterling CCLXXXIV   |                 |
| 27      | Eric André       | Eric André III               |                 |
| 28      | Nessuno          | Chanel e Sterling CCLXXXV    |                 |
| 29      | 24kGoldn         | 24kGoldn                     |                 |
| 30      | Nessuno          | Chanel e Sterling CCLXXXVI   |                 |
| 31      | Nessuno          | Chanel e Sterling CCLXXXVII  |                 |
| 32      | Nessuno          | Chanel e Sterling CCLXXXVIII |                 |
| 33      | Nessuno          | Chanel e Sterling CCLXXXIX   |                 |
| 34      | Nessuno          | Chanel e Sterling CCXC       |                 |
| 35      | Nessuno          | Chanel e Sterling CCXCI      |                 |
| 36      | Nessuno          | Chanel e Sterling CCXCII     |                 |
| 37      | Nessuno          | Chanel e Sterling CCXCIII    |                 |
| 38      | Nessuno          | Chanel e Sterling CCXCIV     |                 |
| 39      | Nessuno          | Chanel e Sterling CCXCV      |                 |
| 40      | Nessuno          | Chanel e Sterling CCXCVI     |                 |
| 41      | Nessuno          | Chanel e Sterling CCXCVII    |                 |
| 42      | Nessuno          | Chanel e Sterling CCXCVIII   |                 |

### Ventunesima edizione
In questa edizione sono presenti ospiti in nove puntate.
| Puntata | Ospiti           | Titolo italiano             | Prima TV Italia |
| ------- | ---------------- | --------------------------- | --------------- |
| 1       | Nessuno          | Chanel e Sterling CCXCIX    |                 |
| 2       | Nessuno          | Chanel e Sterling CCC       |                 |
| 3       | Lauren Riihimaki | Lauren Riihimaki            |                 |
| 4       | Nessuno          | Chanel e Sterling CCCI      |                 |
| 5       | Nessuno          | Chanel e Sterling CCCII     |                 |
| 6       | Nessuno          | Chanel e Sterling CCCIII    |                 |
| 7       | David Arquette   | David Arquette              |                 |
| 8       | Nessuno          | Chanel e Sterling CCCIV     |                 |
| 9       | Nessuno          | Chanel e Sterling CCCV      |                 |
| 10      | Nessuno          | Chanel e Sterling CCCVI     |                 |
| 11      | Nessuno          | Chanel e Sterling CCCVII    |                 |
| 12      | Nessuno          | Chanel e Sterling CCCVIII   |                 |
| 13      | Iliza Shlesinger | Iliza Shlesinger II         |                 |
| 14      | Nessuno          | Chanel e Sterling CCCIX     |                 |
| 15      | Nessuno          | Chanel e Sterling CCCX      |                 |
| 16      | Nessuno          | Chanel e Sterling CCCXI     |                 |
| 17      | Nessuno          | Chanel e Sterling CCCXII    |                 |
| 18      | Nessuno          | Chanel e Sterling CCCXIII   |                 |
| 19      | Nessuno          | Chanel e Sterling CCCXIV    |                 |
| 20      | Nessuno          | Chanel e Sterling CCCXV     |                 |
| 21      | Nessuno          | Chanel e Sterling CCCXVI    |                 |
| 22      | Nessuno          | Chanel e Sterling CCCXVII   |                 |
| 23      | Nessuno          | Chanel e Sterling CCCXVIII  |                 |
| 24      | Nessuno          | Chanel e Sterling CCCXIX    |                 |
| 25      | Nessuno          | Chanel e Sterling CCCXX     |                 |
| 26      | Nessuno          | Chanel e Sterling CCCXXI    |                 |
| 27      | Nessuno          | Chanel e Sterling CCCXXII   |                 |
| 28      | Nessuno          | Chanel e Sterling CCCXXIII  |                 |
| 29      | Nessuno          | Chanel e Sterling CCCXXIV   |                 |
| 30      | Kevin Dillon     | Kevin Dillon                |                 |
| 31      | Griffin Johnson  | Griffin Johnson             |                 |
| 32      | Nessuno          | Chanel e Sterling CCCXXV    |                 |
| 33      | Nessuno          | Chanel e Sterling CCCXXVI   |                 |
| 34      | Nessuno          | Chanel e Sterling CCCXXVII  |                 |
| 35      | Yungblud         | Yungblud                    |                 |
| 36      | Jxdn             | JXDN                        |                 |
| 37      | Nessuno          | Chanel e Sterling CCCXXVIII |                 |
| 38      | Nessuno          | Chanel e Sterling CCCXXIX   |                 |
| 39      | Nessuno          | Chanel e Sterling CCCXXX    |                 |
| 40      | Mod Sun          | Mod Sun                     |                 |
| 41      | Nessuno          | Chanel e Sterling CCCXXXI   |                 |
| 42      | Luke Bryan       | Luke Bryan                  |                 |

### Ventiduesima edizione
In questa edizione sono presenti ospiti in sole tre puntate.
| Puntata | Ospiti        | Titolo italiano              | Prima TV Italia |
| ------- | ------------- | ---------------------------- | --------------- |
| 1       | Nessuno       | Chanel e Sterling CCCXXXII   |                 |
| 2       | Nessuno       | Chanel e Sterling CCCXXXIII  |                 |
| 3       | Nessuno       | Chanel e Sterling CCCXXXIV   |                 |
| 4       | Nessuno       | Chanel e Sterling CCCXXXV    |                 |
| 5       | Nessuno       | Chanel e Sterling CCCXXXVI   |                 |
| 6       | Nessuno       | Chanel e Sterling CCCXXXVII  |                 |
| 7       | Nessuno       | Chanel e Sterling CCCXXXVIII |                 |
| 8       | Nessuno       | Chanel e Sterling CCCXXXIX   |                 |
| 9       | Nessuno       | Chanel e Sterling CCCXL      |                 |
| 10      | Nessuno       | Chanel e Sterling CCCXLI     |                 |
| 11      | Nessuno       | Chanel e Sterling CCCXLII    |                 |
| 12      | Nessuno       | Chanel e Sterling CCCXLIII   |                 |
| 13      | Nessuno       | Chanel e Sterling CCCXLIV    |                 |
| 14      | Nessuno       | Chanel e Sterling CCCXLV     |                 |
| 15      | Nessuno       | Chanel e Sterling CCCXLVI    |                 |
| 16      | Nessuno       | Chanel e Sterling CCCXLVII   |                 |
| 17      | Nessuno       | Chanel e Sterling CCCXLVIII  |                 |
| 18      | Nessuno       | Chanel e Sterling CCCXLIX    |                 |
| 19      | Nessuno       | Chanel e Sterling CCCL       |                 |
| 20      | Travis Mills  | Travis Mills II              |                 |
| 21      | Nate Bargatze | Nate Bargatze                |                 |
| 22      | Bretman Rock  | Bretman Rock                 |                 |
| 23      | Nessuno       | Chanel e Sterling CCCLI      |                 |
| 24      | Nessuno       | Chanel e Sterling CCCLII     |                 |
| 25      | Nessuno       | Chanel e Sterling CCCLIII    |                 |
| 26      | Nessuno       | Chanel e Sterling CCCLIV     |                 |
| 27      | Nessuno       | Chanel e Sterling CCCLV      |                 |
| 28      | Nessuno       | Chanel e Sterling CCCLVI     |                 |
| 29      | Nessuno       | Chanel e Sterling CCCLVII    |                 |
| 30      | Nessuno       | Chanel e Sterling CCCLVIII   |                 |
| 31      | Nessuno       | Chanel e Sterling CCCLIX     |                 |
| 32      | Nessuno       | Chanel e Sterling CCCLX      |                 |
| 33      | Nessuno       | Chanel e Sterling CCCLXI     |                 |
| 34      | Nessuno       | Chanel e Sterling CCCLXII    |                 |
| 35      | Nessuno       | Chanel e Sterling CCCLXIII   |                 |
| 36      | Nessuno       | Chanel e Sterling CCCLXIV    |                 |
| 37      | Nessuno       | Chanel e Sterling CCCLXV     |                 |
| 38      | Nessuno       | Chanel e Sterling CCCLXVI    |                 |
| 39      | Nessuno       | Chanel e Sterling CCCLXVII   |                 |
| 40      | Nessuno       | Chanel e Sterling CCCLXVIII  |                 |
| 41      | Nessuno       | Chanel e Sterling CCCLXIX    |                 |
| 42      | Nessuno       | Chanel e Sterling CCCLXX     |                 |

### Ventitreesima edizione
In questa edizione non sono presenti ospiti ad eccezione della trentanovesima puntata.
| Puntata | Ospiti    | Titolo italiano               | Prima TV Italia |
| ------- | --------- | ----------------------------- | --------------- |
| 1       | Nessuno   | Chanel e Sterling CCCLXXI     |                 |
| 2       | Nessuno   | Chanel e Sterling CCCLXXII    |                 |
| 3       | Nessuno   | Chanel e Sterling CCCLXXIII   |                 |
| 4       | Nessuno   | Chanel e Sterling CCCLXXIV    |                 |
| 5       | Nessuno   | Chanel e Sterling CCCLXXV     |                 |
| 6       | Nessuno   | Chanel e Sterling CCCLXXVI    |                 |
| 7       | Nessuno   | Chanel e Sterling CCCLXXVII   |                 |
| 8       | Nessuno   | Chanel e Sterling CCCLXXVIII  |                 |
| 9       | Nessuno   | Chanel e Sterling CCCLXXIX    |                 |
| 10      | Nessuno   | Chanel e Sterling CCCLXXX     |                 |
| 11      | Nessuno   | Chanel e Sterling CCCLXXXI    |                 |
| 12      | Nessuno   | Chanel e Sterling CCCLXXXII   |                 |
| 13      | Nessuno   | Chanel e Sterling CCCLXXXIII  |                 |
| 14      | Nessuno   | Chanel e Sterling CCCLXXXIV   |                 |
| 15      | Nessuno   | Chanel e Sterling CCCLXXXV    |                 |
| 16      | Nessuno   | Chanel e Sterling CCCLXXXVI   |                 |
| 17      | Nessuno   | Chanel e Sterling CCCLXXXVII  |                 |
| 18      | Nessuno   | Chanel e Sterling CCCLXXXVIII |                 |
| 19      | Nessuno   | Chanel e Sterling CCCLXXXIX   |                 |
| 20      | Nessuno   | Chanel e Sterling CCCXC       |                 |
| 21      | Nessuno   | Chanel e Sterling CCCXCI      |                 |
| 22      | Nessuno   | Chanel e Sterling CCCXCII     |                 |
| 23      | Nessuno   | Chanel e Sterling CCCXCIII    |                 |
| 24      | Nessuno   | Chanel e Sterling CCCXCIV     |                 |
| 25      | Nessuno   | Chanel e Sterling CCCXCV      |                 |
| 26      | Nessuno   | Chanel e Sterling CCCXCVI     |                 |
| 27      | Nessuno   | Chanel e Sterling CCCXCVII    |                 |
| 28      | Nessuno   | Chanel e Sterling CCCXCVIII   |                 |
| 29      | Nessuno   | Chanel e Sterling CCCXCIX     |                 |
| 30      | Nessuno   | Chanel e Sterling CD          |                 |
| 31      | Nessuno   | Chanel e Sterling CDI         |                 |
| 32      | Nessuno   | Chanel e Sterling CDII        |                 |
| 33      | Nessuno   | Chanel e Sterling CDIII       |                 |
| 34      | Nessuno   | Chanel e Sterling CDIV        |                 |
| 35      | Nessuno   | Chanel e Sterling CDV         |                 |
| 36      | Nessuno   | Chanel e Sterling CDVI        |                 |
| 37      | Nessuno   | Chanel e Sterling CDVII       |                 |
| 38      | Nessuno   | Chanel e Sterling CDVIII      |                 |
| 39      | Greg Yuna | Greg Yuna                     |                 |
| 40      | Nessuno   | Chanel e Sterling CDIX        |                 |
| 41      | Nessuno   | Chanel e Sterling CDX         |                 |
| 42      | Nessuno   | Halloween I                   |                 |

### Ventiquattresima edizione
In questa edizione sono presenti ospiti in sole cinque puntate.
| Puntata | Ospiti                   | Titolo italiano             | Prima TV Italia |
| ------- | ------------------------ | --------------------------- | --------------- |
| 1       | Nessuno                  | Chanel e Sterling CDXI      |                 |
| 2       | Nessuno                  | Halloween II                |                 |
| 3       | Nessuno                  | Halloween III               |                 |
| 4       | Nessuno                  | Halloween IV                |                 |
| 5       | Nessuno                  | Chanel e Sterling CDXII     |                 |
| 6       | Nessuno                  | Chanel e Sterling CDXIII    |                 |
| 7       | Nessuno                  | Chanel e Sterling CDXIV     |                 |
| 8       | Nessuno                  | Halloween V                 |                 |
| 9       | Nessuno                  | Halloween VI                |                 |
| 10      | Nessuno                  | Chanel e Sterling CDXV      |                 |
| 11      | Nessuno                  | Chanel e Sterling CDXVI     |                 |
| 12      | Nessuno                  | Chanel e Sterling CDXVII    |                 |
| 13      | Nessuno                  | Chanel e Sterling CDXVIII   |                 |
| 14      | Nessuno                  | Chanel e Sterling CDXIX     |                 |
| 15      | Nessuno                  | Chanel e Sterling CDXX      |                 |
| 16      | Rachel Wolfson           | Rachel Wolfson              |                 |
| 17      | Nessuno                  | Chanel e Sterling CDXXI     |                 |
| 18      | Nessuno                  | Chanel e Sterling CDXXII    |                 |
| 19      | Nessuno                  | Chanel e Sterling CDXXIII   |                 |
| 20      | Nessuno                  | Chanel e Sterling CDXXIV    |                 |
| 21      | Johnny Knoxville         | Johnny Knoxville II         |                 |
| 22      | Sean "Poopies" McInerney | Poopies                     |                 |
| 23      | Nessuno                  | Chanel e Sterling CDXXV     |                 |
| 24      | Nessuno                  | Chanel e Sterling CDXXVI    |                 |
| 25      | Nessuno                  | Chanel e Sterling CDXXVII   |                 |
| 26      | Nessuno                  | Chanel e Sterling CDXXVIII  |                 |
| 27      | Nessuno                  | Chanel e Sterling CDXXIX    |                 |
| 28      | Nessuno                  | Chanel e Sterling CDXXX     |                 |
| 29      | Nessuno                  | Chanel e Sterling CDXXXI    |                 |
| 30      | Nessuno                  | Chanel e Sterling CDXXXII   |                 |
| 31      | Nessuno                  | Chanel e Sterling CDXXXIII  |                 |
| 32      | Nessuno                  | Chanel e Sterling CDXXXIV   |                 |
| 33      | Nessuno                  | Chanel e Sterling CDXXXV    |                 |
| 34      | Nessuno                  | Chanel e Sterling CDXXXVI   |                 |
| 35      | Nessuno                  | Chanel e Sterling CDXXXVII  |                 |
| 36      | Steve-O                  | Steve-O II                  |                 |
| 37      | DDG                      | DDG                         |                 |
| 38      | Nessuno                  | Chanel e Sterling CDXXXVIII |                 |
| 39      | Nessuno                  | Chanel e Sterling CDXXXIX   |                 |
| 40      | Nessuno                  | Chanel e Sterling CDXL      |                 |
| 41      | Nessuno                  | Thanksgiving I              |                 |
| 42      | Nessuno                  | Thanksgiving II             |                 |

### Venticinquesima edizione
In questa edizione sono presenti ospiti in sole sei puntate.
| Puntata | Ospiti          | Titolo italiano            | Prima TV Italia |
| ------- | --------------- | -------------------------- | --------------- |
| 1       | Nessuno         | Chanel e Sterling CDXLI    |                 |
| 2       | Nessuno         | Chanel e Sterling CDXLII   |                 |
| 3       | Nessuno         | Vacanze I                  |                 |
| 4       | Nessuno         | Vacanze II                 |                 |
| 5       | Nessuno         | Vacanze III                |                 |
| 6       | Nessuno         | Vacanze IV                 |                 |
| 7       | Nessuno         | Vacanze V                  |                 |
| 8       | Nessuno         | Vacanze VI                 |                 |
| 9       | Nessuno         | Chanel e Sterling CDXLIII  |                 |
| 10      | Nessuno         | Chanel e Sterling CDXLIV   |                 |
| 11      | Nessuno         | Chanel e Sterling CDXLV    |                 |
| 12      | Nessuno         | Chanel e Sterling CDXLVI   |                 |
| 13      | Nessuno         | Chanel e Sterling CDXLVII  |                 |
| 14      | Nessuno         | Chanel e Sterling CDXLVIII |                 |
| 15      | Nessuno         | Chanel e Sterling CDXLIX   |                 |
| 16      | Nessuno         | Chanel e Sterling CDL      |                 |
| 17      | Nessuno         | Chanel e Sterling CDLI     |                 |
| 18      | Nessuno         | Chanel e Sterling CDLII    |                 |
| 19      | Nessuno         | Chanel e Sterling CDLIII   |                 |
| 20      | Nessuno         | Chanel e Sterling CDLIV    |                 |
| 21      | Big Ed          | Big Ed                     |                 |
| 22      | Josh Richards   | Josh Richards              |                 |
| 23      | Nessuno         | Chanel e Sterling CDLV     |                 |
| 24      | Nessuno         | Chanel e Sterling CDLVI    |                 |
| 25      | Nessuno         | Chanel e Sterling CDLVII   |                 |
| 26      | R-Willy         | R-Willy                    |                 |
| 27      | Dean Vacca      | Dean Vacca                 |                 |
| 28      | Nessuno         | Chanel e Sterling CDLVIII  |                 |
| 29      | Nessuno         | Chanel e Sterling CDLIX    |                 |
| 30      | Nessuno         | Chanel e Sterling CDLX     |                 |
| 31      | Haley Kalil     | Haley Kalil                |                 |
| 32      | Leon Thomas III | Leon Thomas                |                 |
| 33      | Nessuno         | Chanel e Sterling CDLXI    |                 |
| 34      | Nessuno         | Chanel e Sterling CDLXII   |                 |
| 35      | Nessuno         | Chanel e Sterling CDLXIII  |                 |
| 36      | Nessuno         | Chanel e Sterling CDLXIV   |                 |
| 37      | Nessuno         | Chanel e Sterling CDLXV    |                 |
| 38      | Nessuno         | Chanel e Sterling CDLXVI   |                 |
| 39      | Nessuno         | Chanel e Sterling CDLXVII  |                 |
| 40      | Nessuno         | Chanel e Sterling CDLXVIII |                 |
| 41      | Nessuno         | Chanel e Sterling CDLXIX   |                 |
| 42      | Nessuno         | Chanel e Sterling CDLXX    |                 |

### Ventiseiesima edizione
In questa edizione sono presenti ospiti in sole tre puntate.
| Puntata | Ospiti               | Titolo italiano              | Prima TV Italia |
| ------- | -------------------- | ---------------------------- | --------------- |
| 1       | Nessuno              | Chanel e Sterling CDLXXI     |                 |
| 2       | Nessuno              | Chanel e Sterling CDLXXII    |                 |
| 3       | Nessuno              | Chanel e Sterling CDLXXIII   |                 |
| 4       | Nessuno              | Chanel e Sterling CDLXXIV    |                 |
| 5       | Nessuno              | Chanel e Sterling CDLXXV     |                 |
| 6       | Nessuno              | Chanel e Sterling CDLXXVI    |                 |
| 7       | Nessuno              | Chanel e Sterling CDLXXVII   |                 |
| 8       | Nessuno              | Chanel e Sterling CDLXXVIII  |                 |
| 9       | Nessuno              | Chanel e Sterling CDLXXIX    |                 |
| 10      | Nessuno              | Chanel e Sterling CDLXXX     |                 |
| 11      | Nessuno              | Chanel e Sterling CDLXXXI    |                 |
| 12      | Nessuno              | Chanel e Sterling CDLXXXII   |                 |
| 13      | Nessuno              | Chanel e Sterling CDLXXXIII  |                 |
| 14      | Miles Chamley-Watson | Miles Chamley-Watson         |                 |
| 15      | Howie Mandel         | Howie Mandel                 |                 |
| 16      | Nessuno              | Chanel e Sterling CDLXXXIV   |                 |
| 17      | Nessuno              | Chanel e Sterling CDLXXXV    |                 |
| 18      | Nessuno              | Chanel e Sterling CDLXXXVI   |                 |
| 19      | Nessuno              | Chanel e Sterling CDLXXXVII  |                 |
| 20      | Nessuno              | Chanel e Sterling CDLXXXVIII |                 |
| 21      | Nessuno              | Chanel e Sterling CDLXXXIX   |                 |
| 22      | Nessuno              | Chanel e Sterling CDXC       |                 |
| 23      | Nessuno              | Chanel e Sterling CDXCI      |                 |
| 24      | Nessuno              | Chanel e Sterling CDXCII     |                 |
| 25      | Jimmie Allen         | Jimmie Allen                 |                 |
| 26      | Nessuno              | Chanel e Sterling CDXCIII    |                 |
| 27      | Nessuno              | Chanel e Sterling CDXCIV     |                 |
| 28      | Nessuno              | Chanel e Sterling CDXCV      |                 |
| 29      | Nessuno              | Chanel e Sterling CDXCVI     |                 |
| 30      | Nessuno              | Chanel e Sterling CDXCVII    |                 |
| 31      | Nessuno              | Chanel e Sterling CDXCVIII   |                 |
| 32      | Nessuno              | Chanel e Sterling CDXCIX     |                 |
| 33      | Nessuno              | Chanel e Sterling D          |                 |
| 34      | Nessuno              | Chanel e Sterling DI         |                 |
| 35      | Nessuno              | Chanel e Sterling DII        |                 |
| 36      | Nessuno              | Chanel e Sterling DIII       |                 |
| 37      | Nessuno              | Chanel e Sterling DIV        |                 |
| 38      | Nessuno              | Chanel e Sterling DV         |                 |
| 39      | Nessuno              | Chanel e Sterling DVI        |                 |
| 40      | Nessuno              | Chanel e Sterling DVII       |                 |
| 41      | Nessuno              | Chanel e Sterling DVIII      |                 |
| 42      | Nessuno              | Chanel e Sterling DIX        |                 |

### Ventisettesima edizione
In questa edizione sono presenti ospiti in sole tre puntate.
| Puntata | Ospiti             | Titolo italiano            | Prima TV Italia  |
| ------- | ------------------ | -------------------------- | ---------------- |
| 1       | Nessuno            | Chanel e Sterling DX       | 5 dicembre 2022  |
| 2       | Nessuno            | Chanel e Sterling DXI      | 5 dicembre 2022  |
| 3       | Nessuno            | Chanel e Sterling DXII     | 5 dicembre 2022  |
| 4       | Nessuno            | Chanel e Sterling DXIII    | 6 dicembre 2022  |
| 5       | Nessuno            | Chanel e Sterling DXIV     | 6 dicembre 2022  |
| 6       | Nessuno            | Chanel e Sterling DXV      | 6 dicembre 2022  |
| 7       | Nessuno            | Chanel e Sterling DXVI     | 7 dicembre 2022  |
| 8       | Nessuno            | Chanel e Sterling DXVII    | 7 dicembre 2022  |
| 9       | Nessuno            | Chanel e Sterling DXVIII   | 7 dicembre 2022  |
| 10      | Nessuno            | Chanel e Sterling DXIX     | 10 gennaio 2023  |
| 11      | Nessuno            | Chanel e Sterling DXX      | 11 gennaio 2023  |
| 12      | Nessuno            | Chanel e Sterling DXXI     | 11 gennaio 2023  |
| 13      | Nessuno            | Chanel e Sterling DXXII    | 9 dicembre 2022  |
| 14      | Nessuno            | Chanel e Sterling DXXIII   | 9 dicembre 2022  |
| 15      | Nessuno            | Chanel e Sterling DXXIV    | 9 dicembre 2022  |
| 16      | Nessuno            | Chanel e Sterling DXXV     | 27 dicembre 2022 |
| 17      | Nessuno            | Chanel e Sterling DXXVI    | 11 dicembre 2022 |
| 18      | Nessuno            | Chanel e Sterling DXXVII   | 27 dicembre 2022 |
| 19      | Nessuno            | Chanel e Sterling DXXVIII  | 12 gennaio 2023  |
| 20      | Wheeler Walker Jr. | Wheeler Walker Jr. II      | 13 gennaio 2023  |
| 21      | Jay Glazer         | Jay Glazer                 | 28 dicembre 2022 |
| 22      | Nessuno            | Chanel e Sterling DXXIX    | 13 dicembre 2022 |
| 23      | Nessuno            | Chanel e Sterling DXXX     | 13 dicembre 2022 |
| 24      | Nessuno            | Chanel e Sterling DXXXI    | 14 dicembre 2022 |
| 25      | Nessuno            | Chanel e Sterling DXXXII   | 14 dicembre 2022 |
| 26      | Nessuno            | Chanel e Sterling DXXXIII  | 14 dicembre 2022 |
| 27      | Nessuno            | Chanel e Sterling DXXXIV   | 15 dicembre 2023 |
| 28      | Nessuno            | Chanel e Sterling DXXXV    | 15 dicembre 2023 |
| 29      | Nessuno            | Chanel e Sterling DXXXVI   | 15 dicembre 2023 |
| 30      | Nessuno            | Chanel e Sterling DXXXVII  | 16 dicembre 2023 |
| 31      | Nessuno            | Chanel e Sterling DXXXVIII | 16 dicembre 2023 |
| 32      | Nessuno            | Chanel e Sterling DXXXIX   | 16 dicembre 2023 |
| 33      | Nessuno            | Chanel e Sterling DXL      | 8 gennaio 2023   |
| 34      | Nessuno            | Chanel e Sterling DXLI     | 8 gennaio 2023   |
| 35      | Nessuno            | Chanel e Sterling DXLII    | 8 gennaio 2023   |
| 36      | Nessuno            | Chanel e Sterling DXLIII   | 8 gennaio 2023   |
| 37      | Nessuno            | Chanel e Sterling DXLIV    | 8 gennaio 2023   |
| 38      | Julian Edelman     | Julian Edelman             | 28 dicembre 2022 |
| 39      | Nessuno            | Chanel e Sterling DXLV     | 3 gennaio 2023   |
| 40      | Nessuno            | Chanel e Sterling DXLVI    | 28 dicembre 2022 |
| 41      | Nessuno            | Chanel e Sterling DXLVII   | 28 dicembre 2022 |
| 42      | Nessuno            | Chanel e Sterling DXLVIII  | 3 gennaio 2023   |

### Ventottesima edizione
In questa edizione non sono presenti ospiti ad eccezione della terza puntata.
| Puntata | Ospiti      | Titolo italiano             | Prima TV Italia |
| ------- | ----------- | --------------------------- | --------------- |
| 1       | Nessuno     | Chanel e Sterling DLIX      | 27 marzo 2023   |
| 2       | Nessuno     | Chanel e Sterling DL        | 1º aprile 2023  |
| 3       | Pauly Shore | Pauly Shore                 | 28 marzo 2023   |
| 4       | Nessuno     | Chanel e Sterling DLI       | 29 marzo 2023   |
| 5       | Nessuno     | Chanel e Sterling DLII      | 30 marzo 2023   |
| 6       | Nessuno     | Chanel e Sterling DLIII     | 31 marzo 2023   |
| 7       | Nessuno     | Chanel e Sterling DLIV      | 1º aprile 2023  |
| 8       | Nessuno     | Chanel e Sterling DLV       | 8 aprile 2023   |
| 9       | Nessuno     | Chanel e Sterling DLVI      | 3 aprile 2023   |
| 10      | Nessuno     | Chanel e Sterling DLVII     | 4 aprile 2023   |
| 11      | Nessuno     | Chanel e Sterling DLVIII    | 5 aprile 2023   |
| 12      | Nessuno     | Chanel e Sterling DLIX      | 8 aprile 2023   |
| 13      | Nessuno     | Chanel e Sterling DLX       | 15 aprile 2023  |
| 14      | Nessuno     | Chanel e Sterling DLXI      | 6 aprile 2023   |
| 15      | Nessuno     | Chanel e Sterling DLXII     | 7 aprile 2023   |
| 16      | Nessuno     | Chanel e Sterling DLXIII    | 10 aprile 2023  |
| 17      | Nessuno     | Chanel e Sterling DLXIV     | 11 aprile 2023  |
| 18      | Nessuno     | Chanel e Sterling DLXV      | 12 aprile 2023  |
| 19      | Nessuno     | Chanel e Sterling DLXVI     | 13 aprile 2023  |
| 20      | Nessuno     | Chanel e Sterling DLXVII    | 14 aprile 2023  |
| 21      | Nessuno     | Chanel e Sterling DLXVIII   | 16 aprile 2023  |
| 22      | Nessuno     | Chanel e Sterling DLXIX     | 17 aprile 2023  |
| 23      | Nessuno     | Chanel e Sterling DLXX      | 18 aprile 2023  |
| 24      | Nessuno     | Chanel e Sterling DLXXI     | 19 aprile 2023  |
| 25      | Nessuno     | Chanel e Sterling DLXXII    | 20 aprile 2023  |
| 26      | Nessuno     | Chanel e Sterling DLXXIII   | 21 aprile 2023  |
| 27      | Nessuno     | Chanel e Sterling DLXXIV    | 24 aprile 2023  |
| 28      | Nessuno     | Chanel e Sterling DLXXV     | 25 aprile 2023  |
| 29      | Nessuno     | Chanel e Sterling DLXXVI    | 26 aprile 2023  |
| 30      | Nessuno     | Chanel e Sterling DLXXVII   | 27 aprile 2023  |
| 31      | Nessuno     | Chanel e Sterling DLXXVIII  | 23 aprile 2023  |
| 32      | Nessuno     | Chanel e Sterling DLXXIX    | 23 aprile 2023  |
| 33      | Nessuno     | Chanel e Sterling DLXXX     | 28 aprile 2023  |
| 34      | Nessuno     | Chanel e Sterling DLXXXI    | 1º maggio 2023  |
| 35      | Nessuno     | Chanel e Sterling DLXXXII   | 2 maggio 2023   |
| 36      | Nessuno     | Chanel e Sterling DLXXXIII  | 3 maggio 2023   |
| 37      | Nessuno     | Chanel e Sterling DLXXXIV   | 30 aprile 2023  |
| 38      | Nessuno     | Chanel e Sterling DLXXXV    | 4 maggio 2023   |
| 39      | Nessuno     | Chanel e Sterling DLXXXVI   | 5 maggio 2023   |
| 40      | Nessuno     | Chanel e Sterling DLXXXVII  | 30 aprile 2023  |
| 41      | Nessuno     | Chanel e Sterling DLXXXVIII | 7 maggio 2023   |
| 42      | Nessuno     | Chanel e Sterling DLXXXIX   | 7 maggio 2023   |

### Ventinovesima edizione
In questa edizione sono presenti ospiti in sole sei puntate.
| Puntata | Ospiti           | Titolo italiano           | Prima TV Italia |
| ------- | ---------------- | ------------------------- | --------------- |
| 1       | Nessuno          | Chanel e Sterling DXC     | 21 maggio 2023  |
| 2       | Nessuno          | Chanel e Sterling DXCI    | 15 maggio 2023  |
| 3       | Nessuno          | Chanel e Sterling DXCII   | 21 maggio 2023  |
| 4       | Nessuno          | Chanel e Sterling DXCIII  | 16 maggio 2023  |
| 5       | The Potash Twins | The Potash Twins          | 17 maggio 2023  |
| 6       | Nessuno          | Chanel e Sterling DXCIV   | 18 maggio 2023  |
| 7       | Nessuno          | Chanel e Sterling DXCV    | 19 maggio 2023  |
| 8       | Travie McCoy     | Travie McCoy              | 22 maggio 2023  |
| 9       | Nessuno          | Chanel e Sterling DXCVI   | 23 maggio 2023  |
| 10      | Nessuno          | Chanel e Sterling DXCVII  | 24 maggio 2023  |
| 11      | Nessuno          | Chanel e Sterling DXCVIII | 25 maggio 2023  |
| 12      | Nessuno          | Chanel e Sterling DXCIX   | 26 maggio 2023  |
| 13      | Nessuno          | Chanel e Sterling DC      | 29 maggio 2023  |
| 14      | Nessuno          | Chanel e Sterling DCI     | 28 maggio 2023  |
| 15      | Nessuno          | Chanel e Sterling DCII    | 30 maggio 2023  |
| 16      | Nessuno          | Chanel e Sterling DCIII   | 28 maggio 2023  |
| 17      | Nessuno          | Chanel e Sterling DCIV    | 31 maggio 2023  |
| 18      | Nessuno          | Chanel e Sterling DCV     | 3 giugno 2023   |
| 19      | Nessuno          | Chanel e Sterling DCVI    | 1º giugno 2023  |
| 20      | Nessuno          | Chanel e Sterling DCVII   | 4 giugno 2023   |
| 21      | Nessuno          | Chanel e Sterling DCVIII  | 2 giugno 2023   |
| 22      | Nessuno          | Chanel e Sterling DCIX    | 5 giugno 2023   |
| 23      | Nessuno          | Chanel e Sterling DCX     | 6 giugno 2023   |
| 24      | Nessuno          | Chanel e Sterling DCXI    | 7 giugno 2023   |
| 25      | Nessuno          | Chanel e Sterling DCXII   | 8 giugno 2023   |
| 26      | Nessuno          | Chanel e Sterling DCXIII  | 11 giugno 2023  |
| 27      | Nessuno          | Chanel e Sterling DCXIV   | 11 giugno 2023  |
| 28      | Nessuno          | Chanel e Sterling DCXV    | 9 giugno 2023   |
| 29      | Nessuno          | Chanel e Sterling DCXVI   | 12 giugno 2023  |
| 30      | Nessuno          | Chanel e Sterling DCXVII  | 18 giugno 2023  |
| 31      | Nessuno          | Chanel e Sterling DCXVIII | 13 giugno 2023  |
| 32      | Nessuno          | Chanel e Sterling DCXIX   | 14 giugno 2023  |
| 33      | Nessuno          | Chanel e Sterling DCXX    | 18 giugno 2023  |
| 34      | Nessuno          | Chanel e Sterling DCXXI   | 15 giugno 2023  |
| 35      | Nessuno          | Chanel e Sterling DCXXII  | 16 giugno 2023  |
| 36      | Latto            | Latto                     | 19 giugno 2023  |
| 37      | Nessuno          | Chanel e Sterling DCXXIII | 20 giugno 2023  |
| 38      | Nessuno          | Chanel e Sterling DCXXIV  | 25 giugno 2023  |
| 39      | Brendan Schaub   | Brendan Schaub VII        | 21 giugno 2023  |
| 40      | Brendan Schaub   | Brendan Schaub VIII       | 25 giugno 2023  |
| 41      | Brendan Schaub   | Brendan Schaub IX         | 2 luglio 2023   |
| 42      | Nessuno          | Chanel e Sterling DCXXV   | 22 giugno 2023  |

### Trentesima edizione
In questa edizione non sono presenti ospiti ad eccezione della terza puntata.
| Puntata | Ospiti        | Titolo italiano             | Prima TV Italia |
| ------- | ------------- | --------------------------- | --------------- |
| 1       | Nessuno       | Chanel e Sterling DCXXVI    | 3 luglio 2023   |
| 2       | Nessuno       | Chanel e Sterling DCXXVII   | 4 luglio 2023   |
| 3       | Torey Pudwill | Torey Pudwill               | 5 luglio 2023   |
| 4       | Nessuno       | Chanel e Sterling DCXXVIII  | 6 luglio 2023   |
| 5       | Nessuno       | Chanel e Sterling DCXXIX    | 9 luglio 2023   |
| 6       | Nessuno       | Halloween VII               | 30 ottobre 2023 |
| 7       | Nessuno       | Halloween VIII              | 31 ottobre 2023 |
| 8       | Nessuno       | Chanel e Sterling DCXXX     | 7 luglio 2023   |
| 9       | Nessuno       | Chanel e Sterling DCXXXI    | 10 luglio 2023  |
| 10      | Nessuno       | Chanel e Sterling DCXXXII   | 9 luglio 2023   |
| 11      | Nessuno       | Chanel e Sterling DCXXXIII  | 11 luglio 2023  |
| 12      | Nessuno       | Chanel e Sterling DCXXXIV   | 12 luglio 2023  |
| 13      | Nessuno       | Chanel e Sterling DCXXXV    | 16 luglio 2023  |
| 14      | Nessuno       | Chanel e Sterling DCXXXVI   | 13 luglio 2023  |
| 15      | Nessuno       | Chanel e Sterling DCXXXVII  | 14 luglio 2023  |
| 16      | Nessuno       | Chanel e Sterling DCXXXVIII | 16 luglio 2023  |
| 17      | Nessuno       | Chanel e Sterling DCXXXIX   | 17 luglio 2023  |
| 18      | Nessuno       | Chanel e Sterling DCXL      | 23 luglio 2023  |
| 19      | Nessuno       | Chanel e Sterling DCXLI     | 18 luglio 2023  |
| 20      | Nessuno       | Chanel e Sterling DCXLII    | 19 luglio 2023  |
| 21      | Nessuno       | Chanel e Sterling DCXLIII   | 20 luglio 2023  |
| 22      | Nessuno       | Chanel e Sterling DCXLIV    | 21 luglio 2023  |
| 23      | Nessuno       | Chanel e Sterling DCXLV     | 23 luglio 2023  |
| 24      | Nessuno       | Chanel e Sterling DCXLVI    | 24 luglio 2023  |
| 25      | Nessuno       | Chanel e Sterling DCXLVII   | 25 luglio 2023  |
| 26      | Nessuno       | Chanel e Sterling DCXLVIII  | 26 luglio 2023  |
| 27      | Nessuno       | Chanel e Sterling DCXLIX    | 27 luglio 2023  |
| 28      | Nessuno       | Chanel e Sterling DCL       | 28 luglio 2023  |
| 29      | Nessuno       | Chanel e Sterling DCLI      | 30 luglio 2023  |
| 30      | Nessuno       | Chanel e Sterling DCLII     | 31 luglio 2023  |
| 31      | Nessuno       | Chanel e Sterling DCLIII    | 1º agosto 2023  |
| 32      | Nessuno       | Chanel e Sterling DCLIV     | 2 agosto 2023   |
| 33      | Nessuno       | Chanel e Sterling DCLV      | 30 luglio 2023  |
| 34      | Nessuno       | Chanel e Sterling DCLVI     | 3 agosto 2023   |
| 35      | Nessuno       | Chanel e Sterling DCLVII    | 4 agosto 2023   |
| 36      | Nessuno       | Chanel e Sterling DCLVIII   | 7 agosto 2023   |
| 37      | Nessuno       | Chanel e Sterling DCLIX     | 8 agosto 2023   |
| 38      | Nessuno       | Chanel e Sterling DCLX      | 5 agosto 2023   |
| 39      | Nessuno       | Chanel e Sterling DCLXI     | 9 agosto 2023   |
| 40      | Nessuno       | Chanel e Sterling DCLXII    | 10 agosto 2023  |
| 41      | Nessuno       | Chanel e Sterling DCLXIII   | 11 agosto 2023  |
| 42      | Nessuno       | Chanel e Sterling DCLXIV    | 14 agosto 2023  |

### Trentunesima edizione
A partire da questa edizione Chanel West Coast non è presente come coconduttrice.
| Puntata | Ospiti         | Titolo italiano                | Prima TV Italia   |
| ------- | -------------- | ------------------------------ | ----------------- |
| 1       | Madison Beer   | Sterling e Madison Beer        | 28 agosto 2023    |
| 2       | Madison Beer   | Sterling e Madison Beer II     | 29 agosto 2023    |
| 3       | Madison Beer   | Sterling e Madison Beer III    | 30 agosto 2023    |
| 4       | Madison Beer   | Sterling e Madison Beer IV     | 31 agosto 2023    |
| 5       | Madison Beer   | Sterling e Madison Beer V      | 4 settembre 2023  |
| 6       | Madison Beer   | Sterling e Madison Beer VI     | 9 settembre 2023  |
| 7       | Madison Beer   | Sterling e Madison Beer VII    | 5 settembre 2023  |
| 8       | Madison Beer   | Sterling e Madison Beer VIII   | 6 settembre 2023  |
| 9       | Karrueche Tran | Sterling e Karrueche Tran      | 7 settembre 2023  |
| 10      | Karrueche Tran | Sterling e Karrueche Tran II   | 11 settembre 2023 |
| 11      | Karrueche Tran | Sterling e Karrueche Tran III  | 12 settembre 2023 |
| 12      | Karrueche Tran | Sterling e Karrueche Tran IV   | 13 settembre 2023 |
| 13      | Karrueche Tran | Sterling e Karrueche Tran V    | 14 settembre 0223 |
| 14      | Karrueche Tran | Sterling e Karrueche Tran VI   | 18 settembre 2023 |
| 15      | Karrueche Tran | Sterling e Karrueche Tran VII  | 19 settembre 2023 |
| 16      | Karrueche Tran | Sterling e Karrueche Tran VIII | 20 settembre 2023 |
| 17      | Nina Agdal     | Sterling e Nina Agdal          | 21 settembre 2023 |
| 18      | Nina Agdal     | Sterling e Nina Agdal II       | 25 settembre 2023 |
| 19      | Nina Agdal     | Sterling e Nina Agdal III      | 26 settembre 2023 |
| 20      | Nina Agdal     | Sterling e Nina Agdal IV       | 2 settembre 2023  |
| 21      | Nina Agdal     | Sterling e Nina Agdal V        | 27 settembre 2023 |
| 22      | Nina Agdal     | Sterling e Nina Agdal VI       | 2 settembre 2023  |
| 23      | Rachel Wolfson | Sterling e Rachel Wolfson      | 28 settembre 2023 |
| 24      | Lolo Wood      | Sterling e Lolo Wood           | 2 ottobre 2023    |
| 25      | Nina Agdal     | Sterling e Nina Agdal VII      | 3 ottobre 2023    |
| 26      | Carly Aquilino | Sterling e Carly Aquilino      | 4 ottobre 2023    |
| 27      | Nina Agdal     | Sterling e Nina Agdal VIII     | 5 ottobre 2023    |
| 28      | Rachel Wolfson | Sterling e Rachel Wolfson II   | 9 ottobre 2023    |
| 29      | Rachel Wolfson | Sterling e Rachel Wolfson III  | 10 ottobre 2023   |
| 30      | Rachel Wolfson | Sterling e Rachel Wolfson IV   | 5 ottobre 2023    |
| 31      | Lolo Wood      | Sterling e Lolo Wood II        | 11 ottobre 2023   |
| 32      | Lolo Wood      | Sterling e Lolo Wood III       | 12 ottobre 2023   |
| 33      | Nikki Blades   | Sterling e Nikki Blades        | 16 ottobre 2023   |
| 34      | Lolo Wood      | Sterling e Lolo Wood IV        | 17 ottobre 2023   |
| 35      | Carly Aquilino | Sterling e Carly Aquilino II   | 18 ottobre 2023   |
| 36      | Carly Aquilino | Sterling e Carly Aquilino III  | 19 ottobre 2023   |
| 37      | Maddy Smith    | Sterling e Maddy Smith         | 23 ottobre 2023   |
| 38      | Maddy Smith    | Sterling e Maddy Smith II      | 24 ottobre 2023   |
| 39      | Carly Aquilino | Sterling e Carly Aquilino IV   | 25 ottobre 2023   |
| 40      | Lolo Wood      | Sterling e Lolo Wood V         | 26 ottobre 2023   |
| 41      | Lolo Wood      | Sterling e Lolo Wood VI        | 1º novembre 2023  |
| 42      | B. Simone      | Sterling e B. Simone           | 2 novembre 2023   |

### Trentaduesima edizione
| Puntata | Ospiti         | Titolo italiano                | Prima TV Italia  |
| ------- | -------------- | ------------------------------ | ---------------- |
| 1       | B. Simone      | Sterling e B. Simone II        | 6 novembre 2023  |
| 2       | Lolo Wood      | Sterling e Lolo Wood VII       | 7 novembre 2023  |
| 3       | Lolo Wood      | Sterling e Lolo Wood VIII      | 8 novembre 2023  |
| 4       | Nikki Blades   | Sterling e Nikki Blades II     | 9 novembre 2023  |
| 5       | Nikki Blades   | Sterling e Nikki Blades III    | 13 novembre 2023 |
| 6       | Maddy Smith    | Sterling e Maddy Smith III     | 14 novembre 2023 |
| 7       | Carly Aquilino | Sterling e Carly Aquilino V    | 15 novembre 2023 |
| 8       | Carly Aquilino | Sterling e Carly Aquilino VI   | 16 novembre 2023 |
| 9       | Carly Aquilino | Sterling e Carly Aquilino VII  | 20 novembre 2023 |
| 10      | Maddy Smith    | Sterling e Maddy Smith IV      | 4 novembre 2023  |
| 11      | Lolo Wood      | Sterling e Lolo Wood IX        | 4 novembre 2023  |
| 12      | Nikki Blades   | Sterling e Nikki Blades IV     | 21 novembre 2023 |
| 13      | Lolo Wood      | Sterling e Lolo Wood X         | 22 novembre 2023 |
| 14      | B. Simone      | Sterling e B. Simone III       | 11 novembre 2023 |
| 15      | Brie Bella     | Sterling e Brie Bella          | 23 novembre 2023 |
| 16      | Brie Bella     | Sterling e Brie Bella II       | 27 novembre 2023 |
| 17      | B. Simone      | Sterling e B. Simone IV        | 28 novembre 2023 |
| 18      | Camille Kostek | Sterling e Camille Kostek      | 29 novembre 2023 |
| 19      | Camille Kostek | Sterling e Camille Kostek II   | 30 novembre 2023 |
| 20      | Carly Aquilino | Sterling e Carly Aquilino VIII | 4 dicembre 2023  |
| 21      | Carly Aquilino | Sterling e Carly Aquilino IX   | 5 dicembre 2023  |
| 22      | Carly Aquilino | Sterling e Carly Aquilino X    | 6 dicembre 2023  |
| 23      | Carly Aquilino | Sterling e Carly Aquilino XI   | 7 dicembre 2023  |
| 24      | Carly Aquilino | Sterling e Carly Aquilino XII  | 11 dicembre 2023 |
| 25      | Nina Agdal     | Sterling e Nina Agdal IX       | 12 dicembre 2023 |
| 26      | Nina Agdal     | Sterling e Nina Agdal X        | 13 dicembre 2023 |
| 27      | Nina Agdal     | Sterling e Nina Agdal XI       | 14 dicembre 2023 |
| 28      | Nina Agdal     | Sterling e Nina Agdal XII      | 18 dicembre 2023 |
| 29      | Lolo Wood      | Sterling e Lolo Wood XI        | 19 dicembre 2023 |
| 30      | Lolo Wood      | Sterling e Lolo Wood XII       | 20 dicembre 2023 |
| 31      | Lolo Wood      | Sterling e Lolo Wood XIII      | 21 dicembre 2023 |
| 32      | Lolo Wood      | Sterling e Lolo Wood XIV       | 22 dicembre 2023 |
| 33      | Lolo Wood      | Sterling e Lolo Wood XV        | 25 dicembre 2023 |
| 34      | Nina Agdal     | Sterling e Nina Agdal XIII     | 11 novembre 2023 |
| 35      | Teala Dunn     | Sterling e Teala Dunn          | 26 dicembre 2023 |
| 36      | Teala Dunn     | Sterling e Teala Dunn II       | 27 dicembre 2023 |
| 37      | Carly Aquilino | Sterling e Carly Aquilino XIII | 28 dicembre 2023 |
| 38      | Carly Aquilino | Sterling e Carly Aquilino XIV  | 29 dicembre 2023 |
| 39      | Lolo Wood      | Sterling e Lolo Wood XVI       | 2 gennaio 2024   |
| 40      | Draya Michele  | Sterling e Draya Michele       | 3 gennaio 2024   |
| 41      | Draya Michele  | Sterling e Draya Michele II    | 4 gennaio 2024   |
| 42      | Lolo Wood      | Sterling e Lolo Wood XVII      | 5 gennaio 2024   |

### Trentatreesima edizione
In Italia, la trentatreesima edizione del programma, composta da quarantadue puntate, è stata trasmessa in prima serata su MTV dall'8 febbraio all'8 marzo 2024.
| Puntata | Ospiti                             | Titolo italiano                 | Prima TV Italia  |
| ------- | ---------------------------------- | ------------------------------- | ---------------- |
| 1       | Lolo Wood                          | Sterling e Lolo Wood XVIII      | 8 gennaio 2024   |
| 2       | Lolo Wood                          | Sterling e Lolo Wood XIX        | 9 gennaio 2024   |
| 3       | Brie Bella                         | Sterling e Brie Bella III       | 10 gennaio 2024  |
| 4       | Nina Agdal                         | Sterling e Nina Agdal XIV       | 11 gennaio 2024  |
| 5       | Lolo Wood                          | Sterling e Lolo Wood XX         | 15 gennaio 2024  |
| 6       | Teala Dunn                         | Sterling e Teala Dunn III       | 16 gennaio 2024  |
| 7       | Teala Dunn                         | Sterling e Teala Dunn IV        | 17 gennaio 2024  |
| 8       | Carly Aquilino                     | Sterling e Carly Aquilino XV    | 18 gennaio 2024  |
| 9       | Carly Aquilino                     | Sterling e Carly Aquilino XVI   | 22 gennaio 2024  |
| 10      | Draya Michele                      | Sterling e Draya Michele III    | 23 gennaio 2024  |
| 11      | Camille Kostek                     | Sterling e Camille Kostek III   | 24 gennaio 2024  |
| 12      | Draya Michele                      | Sterling e Draya Michele IV     | 25 gennaio 2024  |
| 13      | Camille Kostek                     | Sterling e Camille Kostek IV    | 29 gennaio 2024  |
| 14      | Nina Agdal                         | Sterling e Nina Agdal XV        | 30 gennaio 2024  |
| 15      | Brie Bella                         | Sterling e Brie Bella IV        | 13 gennaio 2024  |
| 16      | Brittney Elena                     | Sterling e Brittney Elena       | 31 gennaio 2024  |
| 17      | Brittney Elena                     | Sterling e Brittney Elena II    | 1º febbraio 2024 |
| 18      | Brittney Elena                     | Sterling e Brittney Elena III   | 5 febbraio 2024  |
| 19      | Scarlet, Sistine e Sophie Stallone | Sterling e Stallone Sisters     | 6 febbraio 2024  |
| 20      | Scarlet, Sistine e Sophie Stallone | Sterling e Stallone Sisters II  | 7 febbraio 2024  |
| 21      | Brittney Elena                     | Sterling e Brittney Elena IV    | 8 febbraio 2024  |
| 22      | Karrueche Tran                     | Sterling e Karrueche Tran IX    | 12 febbraio 2024 |
| 23      | Karrueche Tran                     | Sterling e Karrueche Tran X     | 13 febbraio 2024 |
| 24      | Karrueche Tran                     | Sterling e Karrueche Tran XI    | 14 febbraio 2024 |
| 25      | Karrueche Tran                     | Sterling e Karrueche Tran XII   | 15 febbraio 2024 |
| 26      | Karrueche Tran                     | Sterling e Karrueche Tran XIII  | 13 gennaio 2024  |
| 27      | Karrueche Tran                     | Sterling e Karrueche Tran XIV   | 19 febbraio 2024 |
| 28      | Karrueche Tran                     | Sterling e Karrueche Tran XV    | 20 febbraio 2024 |
| 29      | Karrueche Tran                     | Sterling e Karrueche Tran XVI   | 21 febbraio 2024 |
| 30      | Karrueche Tran                     | Sterling e Karrueche Tran XVII  | 22 febbraio 2024 |
| 31      | Karrueche Tran                     | Sterling e Karrueche Tran XVIII | 26 febbraio 2024 |
| 32      | Camille Kostek                     | Sterling e Camille Kostek V     | 20 gennaio 2024  |
| 33      | Camille Kostek                     | Sterling e Camille Kostek VI    | 20 gennaio 2024  |
| 34      | Camille Kostek                     | Sterling e Camille Kostek VII   | 27 febbraio 2024 |
| 35      | Camille Kostek                     | Sterling e Camille Kostek VIII  | 28 febbraio 2024 |
| 36      | Carly Aquilino                     | Sterling e Carly Aquilino XVII  | 29 febbraio 2024 |
| 37      | Carly Aquilino                     | Sterling e Carly Aquilino XVIII | 4 marzo 2024     |
| 38      | Camille Kostek                     | Sterling e Camille Kostek IX    | 5 marzo 2024     |
| 39      | Camille Kostek                     | Sterling e Camille Kostek X     | 6 marzo 2024     |
| 40      | Karrueche Tran                     | Sterling e Karrueche Tran XIX   | 27 gennaio 2024  |
| 41      | Camille Kostek                     | Sterling e Camille Kostek XI    | 7 marzo 2024     |
| 42      | Camille Kostek                     | Sterling e Camille Kostek XII   | 8 marzo 2024     |

### Trentaquattresima edizione
In Italia, la trentaquattresima edizione del programma, composta da quarantadue puntate, è stata trasmessa in prima e seconda serata su MTV dall'11 marzo al 9 maggio 2024.
| Puntata | Ospiti         | Titolo italiano                  | Prima TV Italia |
| ------- | -------------- | -------------------------------- | --------------- |
| 1       | Nina Agdal     | Sterling e Nina Agdal XVI        | 11 marzo 2024   |
| 2       | Karrueche Tran | Sterling e Karrueche Tran XX     | 12 marzo 2024   |
| 3       | Karrueche Tran | Sterling e Karrueche Tran XXI    | 13 marzo 2024   |
| 4       | Nina Agdal     | Sterling e Nina Agdal XVII       | 14 marzo 2024   |
| 5       | Karrueche Tran | Sterling e Karrueche Tran XXII   | 18 marzo 2024   |
| 6       | Karrueche Tran | Sterling e Karrueche Tran XXIII  | 19 marzo 2024   |
| 7       | Karrueche Tran | Sterling e Karrueche Tran XXIV   | 20 marzo 2024   |
| 8       | Carly Aquilino | Sterling e Carly Aquilino XIX    | 21 marzo 2024   |
| 9       | Carly Aquilino | Sterling e Carly Aquilino XX     | 25 marzo 2024   |
| 10      | Carly Aquilino | Sterling e Carly Aquilino XXI    | 26 marzo 2024   |
| 11      | Lolo Wood      | Sterling e Lolo Wood XXI         | 27 marzo 2024   |
| 12      | Carly Aquilino | Sterling e Carly Aquilino XXII   | 16 marzo 2024   |
| 13      | Nina Agdal     | Sterling e Nina Agdal XVIII      | 28 marzo 2024   |
| 14      | Lolo Wood      | Sterling e Lolo Wood XXII        | 1º aprile 2024  |
| 15      | Karrueche Tran | Sterling e Karrueche Tran XXV    | 2 aprile 2024   |
| 16      | Karrueche Tran | Sterling e Karrueche Tran XXVI   | 3 aprile 2024   |
| 17      | Carly Aquilino | Sterling e Carly Aquilino XXIII  | 4 aprile 2024   |
| 18      | Carly Aquilino | Sterling e Carly Aquilino XXIV   | 8 aprile 2024   |
| 19      | Camille Kostek | Sterling e Camille Kostek XIII   | 9 aprile 2024   |
| 20      | Camille Kostek | Sterling e Camille Kostek XIV    | 10 aprile 2024  |
| 21      | Camille Kostek | Sterling e Camille Kostek XV     | 11 aprile 2024  |
| 22      | Camille Kostek | Sterling e Camille Kostek XVI    | 15 aprile 2024  |
| 23      | Camille Kostek | Sterling e Camille Kostek XVII   | 16 aprile 2024  |
| 24      | Camille Kostek | Sterling e Camille Kostek XVIII  | 23 marzo 2024   |
| 25      | Nina Agdal     | Sterling e Nina Agdal XIX        | 17 aprile 2024  |
| 26      | Nina Agdal     | Sterling e Nina Agdal XX         | 30 marzo 2024   |
| 27      | Nina Agdal     | Sterling e Nina Agdal XXI        | 18 aprile 2024  |
| 28      | Nina Agdal     | Sterling e Nina Agdal XXII       | 22 aprile 2024  |
| 29      | Nina Agdal     | Sterling e Nina Agdal XXIII      | 23 aprile 2024  |
| 30      | Lolo Wood      | Sterling e Lolo Wood XXIII       | 24 aprile 2024  |
| 31      | Lolo Wood      | Sterling e Lolo Wood XXIV        | 25 aprile 2024  |
| 32      | Lolo Wood      | Sterling e Lolo Wood XXV         | 6 aprile 2024   |
| 33      | Nina Agdal     | Sterling e Nina Agdal XXIV       | 29 aprile 2024  |
| 34      | Lolo Wood      | Sterling e Lolo Wood XXVI        | 13 aprile 2024  |
| 35      | Nina Agdal     | Sterling e Nina Agdal XXV        | 30 aprile 2024  |
| 36      | Nina Agdal     | Sterling e Nina Agdal XXVI       | 1º maggio 2024  |
| 37      | Lolo Wood      | Sterling e Lolo Wood XXVII       | 2 maggio 2024   |
| 38      | Lolo Wood      | Sterling e Lolo Wood XXVIII      | 6 maggio 2024   |
| 39      | Nina Agdal     | Sterling e Nina Agdal XXVII      | 7 maggio 2024   |
| 40      | Karrueche Tran | Sterling e Karrueche Tran XXVII  | 20 aprile 2024  |
| 41      | Karrueche Tran | Sterling e Karrueche Tran XXVIII | 8 maggio 2024   |
| 42      | Karrueche Tran | Sterling e Karrueche Tran XXIX   | 9 maggio 2024   |

### Trentacinquesima edizione
In Italia, la trentacinquesima edizione del programma, composta da quarantadue puntate, è stata trasmessa in prima e seconda serata su MTV dal 13 maggio al 12 luglio 2024.
| Puntata | Ospiti             | Titolo italiano                   | Prima TV Italia |
| ------- | ------------------ | --------------------------------- | --------------- |
| 1       | Nina Agdal         | Sterling e Nina Agdal XXVIII      | 13 maggio 2024  |
| 2       | Karrueche Tran     | Sterling e Karrueche Tran XXX     | 14 maggio 2024  |
| 3       | Karrueche Tran     | Sterling e Karrueche Tran XXXI    | 15 maggio 2024  |
| 4       | Karrueche Tran     | Sterling e Karrueche Tran XXXII   | 8 giugno 2024   |
| 5       | Nina Agdal         | Sterling e Nina Agdal XXIX        | 16 maggio 2024  |
| 6       | Carly Aquilino     | Sterling e Carly Aquilino XXV     | 20 maggio 2024  |
| 7       | Arielle Vandenberg | Sterling e Arielle Vandenberg     | 21 maggio 2024  |
| 8       | Nina Agdal         | Sterling e Nina Agdal XXX         | 22 maggio 2024  |
| 9       | Nina Agdal         | Sterling e Nina Agdal XXXI        | 23 maggio 2024  |
| 10      | Carly Aquilino     | Sterling e Carly Aquilino XXVI    | 27 maggio 2024  |
| 11      | Carly Aquilino     | Sterling e Carly Aquilino XXVII   | 28 maggio 2024  |
| 12      | Nina Agdal         | Sterling e Nina Agdal XXXII       | 29 maggio 2024  |
| 13      | Nina Agdal         | Sterling e Nina Agdal XXXIII      | 15 giugno 2024  |
| 14      | Rocsi Diaz         | Sterling e Rocsi Diaz             | 30 maggio 2024  |
| 15      | Nina Agdal         | Sterling e Nina Agdal XXXIV       | 3 giugno 2024   |
| 16      | Nina Agdal         | Sterling e Nina Agdal XXXV        | 4 giugno 2024   |
| 17      | Nina Agdal         | Sterling e Nina Agdal XXXVI       | 5 giugno 2024   |
| 18      | Nina Agdal         | Sterling e Nina Agdal XXXVII      | 6 giugno 2024   |
| 19      | Nina Agdal         | Sterling e Nina Agdal XXXVIII     | 10 giugno 2024  |
| 20      | Nina Agdal         | Sterling e Nina Agdal XXXIX       | 11 giugno 2024  |
| 21      | Carly Aquilino     | Sterling e Carly Aquilino XXVIII  | 12 giugno 2024  |
| 22      | Carly Aquilino     | Sterling e Carly Aquilino XXIX    | 13 giugno 2024  |
| 23      | Nina Agdal         | Sterling e Nina Agdal XL          | 17 giugno 2024  |
| 24      | Carly Aquilino     | Sterling e Carly Aquilino XXX     | 18 giugno 2024  |
| 25      | Carly Aquilino     | Sterling e Carly Aquilino XXXI    | 19 giugno 2024  |
| 26      | Carly Aquilino     | Sterling e Carly Aquilino XXXII   | 22 giugno 2024  |
| 27      | Karrueche Tran     | Sterling e Karrueche Tran XXXIII  | 20 giugno 2024  |
| 28      | Karrueche Tran     | Sterling e Karrueche Tran XXXIV   | 24 giugno 2024  |
| 29      | Carly Aquilino     | Sterling e Carly Aquilino XXXIII  | 25 giugno 2024  |
| 30      | Carly Aquilino     | Sterling e Carly Aquilino XXXIV   | 26 giugno 2024  |
| 31      | Carly Aquilino     | Sterling e Carly Aquilino XXXV    | 27 giugno 2024  |
| 32      | Carly Aquilino     | Sterling e Carly Aquilino XXXVI   | 1º luglio 2024  |
| 33      | Arielle Vandenberg | Sterling e Arielle Vandenberg II  | 2 luglio 2024   |
| 34      | Rocsi Diaz         | Sterling e Rocsi Diaz II          | 3 luglio 2024   |
| 35      | Karrueche Tran     | Sterling e Karrueche Tran XXXV    | 29 giugno 2024  |
| 36      | Nina Agdal         | Sterling e Nina Agdal XLI         | 4 luglio 2024   |
| 37      | Carly Aquilino     | Sterling e Carly Aquilino XXXVII  | 8 luglio 2024   |
| 38      | Karrueche Tran     | Sterling e Karrueche Tran XXXVI   | 9 luglio 2024   |
| 39      | Karrueche Tran     | Sterling e Karrueche Tran XXXVII  | 10 luglio 2024  |
| 40      | Karrueche Tran     | Sterling e Karrueche Tran XXXVIII | 11 luglio 2024  |
| 41      | Karrueche Tran     | Sterling e Karrueche Tran XXXIX   | 12 luglio 2024  |
| 42      | Karrueche Tran     | Sterling e Karrueche Tran XL      | 6 luglio 2024   |

### Trentaseiesima edizione
In Italia, la trentaseiesima edizione del programma, composta da quarantadue puntate, è trasmessa in prima e seconda serata su MTV dal 15 luglio al 26 ottobre 2024.
| Puntata | Ospiti         | Titolo italiano                   | Prima TV Italia   |
| ------- | -------------- | --------------------------------- | ----------------- |
| 1       | Nina Agdal     | Sterling e Nina Agdal XLII        | 15 luglio 2024    |
| 2       | Nina Agdal     | Sterling e Nina Agdal XLIII       | 16 luglio 2024    |
| 3       | Carly Aquilino | Sterling e Carly Aquilino XXXVIII | 17 luglio 2024    |
| 4       | Nina Agdal     | Sterling e Nina Agdal XLIV        | 18 luglio 2024    |
| 5       | Carly Aquilino | Sterling e Carly Aquilino XXXIX   | 7 settembre 2024  |
| 6       | Carly Aquilino | Sterling e Carly Aquilino XL      | 22 luglio 2024    |
| 7       | Carly Aquilino | Sterling e Carly Aquilino XLI     | 23 luglio 2024    |
| 8       | Nina Agdal     | Sterling e Nina Agdal XLV         | 24 luglio 2024    |
| 9       | Carly Aquilino | Sterling e Carly Aquilino XLII    | 5 ottobre 2024    |
| 10      | Karrueche Tran | Sterling e Karrueche Tran XLI     | 25 luglio 2024    |
| 11      | Nina Agdal     | Sterling e Nina Agdal XLVI        | 29 luglio 2024    |
| 12      | Nina Agdal     | Sterling e Nina Agdal XLVII       | 30 luglio 2024    |
| 13      | Carly Aquilino | Sterling e Carly Aquilino XLIII   | 31 luglio 2024    |
| 14      | Nina Agdal     | Sterling e Nina Agdal XLVIII      | 1º agosto 2024    |
| 15      | Carly Aquilino | Sterling e Carly Aquilino XLIV    | 5 agosto 2024     |
| 16      | Carly Aquilino | Sterling e Carly Aquilino XLV     | 6 agosto 2024     |
| 17      | Nina Agdal     | Sterling e Nina Agdal XLIX        | 7 agosto 2024     |
| 18      | Nina Agdal     | Sterling e Nina Agdal L           | 8 agosto 2024     |
| 19      | Nina Agdal     | Sterling e Nina Agdal LI          | 26 agosto 2024    |
| 20      | Carly Aquilino | Sterling e Carly Aquilino XLVI    | 14 settembre 2024 |
| 21      | Nina Agdal     | Sterling e Nina Agdal LII         | 27 agosto 2024    |
| 22      | Carly Aquilino | Sterling e Carly Aquilino XLVII   | 28 agosto 2024    |
| 23      | Carly Aquilino | Sterling e Carly Aquilino XLVIII  | 29 agosto 2024    |
| 24      | Nina Agdal     | Sterling e Nina Agdal LIII        | 2 settembre 2024  |
| 25      | Carly Aquilino | Sterling e Carly Aquilino XLIX    | 3 settembre 2024  |
| 26      | Nina Agdal     | Sterling e Nina Agdal LIV         | 4 settembre 2024  |
| 27      | Nina Agdal     | Sterling e Nina Agdal LV          | 5 settembre 2024  |
| 28      | Carly Aquilino | Sterling e Carly Aquilino L       | 9 settembre 2024  |
| 29      | Carly Aquilino | Sterling e Carly Aquilino LI      | 21 settembre 2024 |
| 30      | Carly Aquilino | Sterling e Carly Aquilino LII     | 10 settembre 2024 |
| 31      | Carly Aquilino | Sterling e Carly Aquilino LIII    | 26 ottobre 2024   |
| 32      | Carly Aquilino | Sterling e Carly Aquilino LIV     | 11 settembre 2024 |
| 33      | Carly Aquilino | Sterling e Carly Aquilino LV      | 16 settembre 2024 |
| 34      | Rocsi Diaz     | Sterling e Rocsi Diaz III         | 17 settembre 2024 |
| 35      | Carly Aquilino | Sterling e Carly Aquilino LVI     | 18 settembre 2024 |
| 36      | Carly Aquilino | Sterling e Carly Aquilino LVII    | 19 settembre 2024 |
| 37      | Rocsi Diaz     | Sterling e Rocsi Diaz IV          | 23 settembre 2024 |
| 38      | Carly Aquilino | Sterling e Carly Aquilino LVIII   | 24 settembre 2024 |
| 39      | Carly Aquilino | Sterling e Carly Aquilino LIX     | 21 settembre 2024 |
| 40      | Carly Aquilino | Sterling e Carly Aquilino LX      | 28 settembre 2024 |
| 41      | Rocsi Diaz     | Sterling e Rocsi Diaz V           | 7 settembre 2024  |
| 42      | Rocsi Diaz     | Sterling e Rocsi Diaz VI          | 25 settembre 2024 |

### Trentasettesima edizione
In Italia, la trentasettesima edizione del programma, composta da quarantadue puntate, è trasmessa in prima e seconda serata su MTV dal 30 settembre al 20 novembre 2024.
| Puntata | Ospiti         | Titolo italiano                  | Prima TV Italia   |
| ------- | -------------- | -------------------------------- | ----------------- |
| 1       | Rocsi Diaz     | Sterling e Rocsi Diaz VII        | 30 settembre 2024 |
| 2       | Rocsi Diaz     | Sterling e Rocsi Diaz VIII       | 12 ottobre 2024   |
| 3       | Rocsi Diaz     | Sterling e Rocsi Diaz IX         | 1º ottobre 2024   |
| 4       | Rocsi Diaz     | Sterling e Rocsi Diaz X          | 2 ottobre 2024    |
| 5       | Rocsi Diaz     | Sterling e Rocsi Diaz XI         | 3 ottobre 2024    |
| 6       | Rocsi Diaz     | Sterling e Rocsi Diaz XII        | 7 ottobre 2024    |
| 7       | Rocsi Diaz     | Sterling e Rocsi Diaz XIII       | 8 ottobre 2024    |
| 8       | Camille Kostek | Sterling e Camille Kostek XIX    | 9 ottobre 2024    |
| 9       | Camille Kostek | Sterling e Camille Kostek XX     | 10 ottobre 2024   |
| 10      | Rocsi Diaz     | Sterling e Rocsi Diaz XIV        | 12 ottobre 2024   |
| 11      | Camille Kostek | Sterling e Camille Kostek XXI    | 21 ottobre 2024   |
| 12      | Rocsi Diaz     | Sterling e Rocsi Diaz XV         | 15 ottobre 2024   |
| 13      | Rocsi Diaz     | Sterling e Rocsi Diaz XVI        | 19 ottobre 2024   |
| 14      | Rocsi Diaz     | Sterling e Rocsi Diaz XVII       | 16 ottobre 2024   |
| 15      | Camille Kostek | Sterling e Camille Kostek XXII   | 17 ottobre 2024   |
| 16      | Camille Kostek | Sterling e Camille Kostek XXIII  | 21 ottobre 2024   |
| 17      | Rocsi Diaz     | Sterling e Rocsi Diaz XVIII      | 22 ottobre 2024   |
| 18      | Camille Kostek | Sterling e Camille Kostek XXIV   | 23 ottobre 2024   |
| 19      | Camille Kostek | Sterling e Camille Kostek XXV    | 24 ottobre 2024   |
| 20      | Camille Kostek | Sterling e Camille Kostek XXVI   | 19 ottobre 2024   |
| 21      | Karrueche Tran | Sterling e Karrueche Tran XLII   | 28 ottobre 2024   |
| 22      | Karrueche Tran | Sterling e Karrueche Tran XLIII  | 29 ottobre 2024   |
| 23      | Karrueche Tran | Sterling e Karrueche Tran XLIV   | 30 ottobre 2024   |
| 24      | Karrueche Tran | Sterling e Karrueche Tran XLV    | 26 ottobre 2024   |
| 25      | Karrueche Tran | Sterling e Karrueche Tran XLVI   | 26 ottobre 2024   |
| 26      | Karrueche Tran | Sterling e Karrueche Tran XLVII  | 26 ottobre 2024   |
| 27      | Karrueche Tran | Sterling e Karrueche Tran XLVIII | 4 novembre 2024   |
| 28      | Karrueche Tran | Sterling e Karrueche Tran XLIX   | 5 novembre 2024   |
| 29      | Karrueche Tran | Sterling e Karrueche Tran L      | 2 novembre 2024   |
| 30      | Karrueche Tran | Sterling e Karrueche Tran LI     | 2 novembre 2024   |
| 31      | Karrueche Tran | Sterling e Karrueche Tran LII    | 16 novembre 2024  |
| 32      | Karrueche Tran | Sterling e Karrueche Tran LIII   | 9 novembre 2024   |
| 33      | Karrueche Tran | Sterling e Karrueche Tran LIV    | 6 novembre 2024   |
| 34      | Karrueche Tran | Sterling e Karrueche Tran LV     | 7 novembre 2024   |
| 35      | Karrueche Tran | Sterling e Karrueche Tran LVI    |                   |
| 36      | Carly Aquilino | Sterling e Carly Aquilino LXI    | 12 novembre 2024  |
| 37      | Karrueche Tran | Sterling e Karrueche Tran LVII   | 13 novembre 2024  |
| 38      | Carly Aquilino | Sterling e Carly Aquilino LXII   | 14 novembre 2024  |
| 39      | Carly Aquilino | Sterling e Carly Aquilino LXIII  | 18 novembre 2024  |
| 40      | Carly Aquilino | Sterling e Carly Aquilino LXIV   | 9 novembre 2024   |
| 41      | Carly Aquilino | Sterling e Carly Aquilino LXV    | 19 novembre 2024  |
| 42      | Carly Aquilino | Sterling e Carly Aquilino LXVI   | 20 novembre 2024  |

### Trentottesima edizione
In Italia, la trentottesima edizione del programma, composta da quarantadue puntate, è stata trasmessa in prima e seconda serata su MTV dal 12 agosto 2024 al 24 aprile 2025.
| Puntata | Ospiti                                       | Titolo italiano                                | Prima TV Italia   |
| ------- | -------------------------------------------- | ---------------------------------------------- | ----------------- |
| 1       | Carly Aquilino                               | Sterling e Carly Aquilino LXVII                | 3 marzo 2025      |
| 2       | Carly Aquilino                               | Sterling e Carly Aquilino LXVIII               | 4 marzo 2025      |
| 3       | Carly Aquilino                               | Sterling e Carly Aquilino LXIX                 | 5 marzo 2025      |
| 4       | Carly Aquilino                               | Sterling e Carly Aquilino LXX                  | 6 marzo 2025      |
| 5       | Carly Aquilino                               | Sterling e Carly Aquilino LXXI                 | 10 marzo 2025     |
| 6       | Carly Aquilino                               | Sterling e Carly Aquilino LXXII                | 11 marzo 2025     |
| 7       | Carly Aquilino                               | Sterling e Carly Aquilino LXXIII               | 12 marzo 2025     |
| 8       | Carly Aquilino                               | Sterling e Carly Aquilino LXXIV                | 13 marzo 2025     |
| 9       | Carly Aquilino                               | Sterling e Carly Aquilino LXXV                 | 17 marzo 2025     |
| 10      | Carly Aquilino                               | Sterling e Carly Aquilino LXXVI                | 18 marzo 2025     |
| 11      | Carly Aquilino                               | Sterling e Carly Aquilino LXXVII               | 19 marzo 2025     |
| 12      | Carly Aquilino                               | Sterling e Carly Aquilino LXXVIII              | 20 marzo 2025     |
| 13      | Carly Aquilino                               | Sterling e Carly Aquilino LXXIX                | 24 marzo 2025     |
| 14      | Carly Aquilino                               | Sterling e Carly Aquilino LXXX                 | 25 marzo 2025     |
| 15      | Carly Aquilino                               | Sterling e Carly Aquilino LXXXI                | 26 marzo 2025     |
| 16      | Angelina Pivarnick e Nina Agdal              | Sterling e Angelina Pivarnick                  | 12 agosto 2024    |
| 17      | Angelina Pivarnick e Nina Agdal              | Sterling e Angelina Pivarnick II               | 13 agosto 2024    |
| 18      | Carly Aquilino                               | Sterling e Carly Aquilino LXXXII               | 27 marzo 2025     |
| 19      | Angelina Pivarnick e Nina Agdal              | Sterling e Angelina Pivarnick III              | 14 agosto 2024    |
| 20      | Carly Aquilino                               | Sterling e Carly Aquilino LXXXIII              | 31 marzo 2025     |
| 21      | Carly Aquilino                               | Sterling e Carly Aquilino LXXXIV               | 1º aprile 2025    |
| 22      | Angelina Pivarnick e Nina Agdal              | Sterling e Angelina Pivarnick IV               | 15 agosto 2024    |
| 23      | Nina Agdal                                   | Sterling e Nina Agdal LVI                      | 2 aprile 2025     |
| 24      | Nina Agdal                                   | Sterling e Nina Agdal LVII                     | 3 aprile 2025     |
| 25      | Nina Agdal                                   | Sterling e Nina Agdal LVIII                    | 7 aprile 2025     |
| 26      | Mike "The Situation" Sorrentino e Nina Agdal | Sterling e Mike "The Situation" Sorrentino     | 19 agosto 2024    |
| 27      | Mike "The Situation" Sorrentino e Nina Agdal | Sterling e Mike "The Situation" Sorrentino II  | 20 agosto 2024    |
| 28      | Mike "The Situation" Sorrentino e Nina Agdal | Sterling e Mike "The Situation" Sorrentino III | 9 settembre 2024  |
| 29      | Nina Agdal                                   | Sterling e Nina Agdal LIX                      | 8 aprile 2025     |
| 30      | Nina Agdal                                   | Sterling e Nina Agdal LX                       | 9 aprile 2025     |
| 31      | Nina Agdal                                   | Sterling e Nina Agdal LXI                      | 10 aprile 2025    |
| 32      | Jenni "JWoww" Farley e Nina Agdal            | Sterling e Jenni "JWoww" Farley                | 21 agosto 2024    |
| 33      | Jenni "JWoww" Farley e Nina Agdal            | Sterling e Jenni "JWoww" Farley II             | 22 agosto 2024    |
| 34      | Lolo Wood                                    | Sterling e Lolo Wood XXIX                      | 14 aprile 2025    |
| 35      | Lolo Wood                                    | Sterling e Lolo Wood XXX                       | 15 aprile 2025    |
| 36      | Lolo Wood                                    | Sterling e Lolo Wood XXXI                      | 16 aprile 2025    |
| 37      | Jenni "JWoww" Farley e Nina Agdal            | Sterling e Jenni "JWoww" Farley III            | 16 settembre 2024 |
| 38      | Lolo Wood                                    | Sterling e Lolo Wood XXXII                     | 17 aprile 2025    |
| 39      | Gigi Goode e Lolo Wood                       | Sterling e Gigi Goode                          | 21 aprile 2025    |
| 40      | Mo Heart e Lolo Wood                         | Sterling e Mo Heart                            | 22 aprile 2025    |
| 41      | Jessica Wild e e Lolo Wood                   | Sterling e Jessica Wild                        | 23 aprile 2025    |
| 42      | Symone e e Lolo Wood                         | Sterling e Symone                              | 24 aprile 2025    |

### Trentanovesima edizione
In Italia, la trentanovesima edizione del programma, composta da quarantadue puntate, è stata trasmessa in seconda serata su MTV dal 28 aprile all'8 luglio 2025.
| Puntata | Ospiti         | Titolo italiano                    | Prima TV Italia |
| ------- | -------------- | ---------------------------------- | --------------- |
| 1       | Nina Agdal     | Sterling e Nina Agdal LXII         | 28 aprile 2025  |
| 2       | Nina Agdal     | Sterling e Nina Agdal LXIII        | 29 aprile 2025  |
| 3       | Nina Agdal     | Sterling e Nina Agdal LXIV         | 30 aprile 2025  |
| 4       | Nina Agdal     | Sterling e Nina Agdal LXV          | 1º maggio 2025  |
| 5       | Nina Agdal     | Sterling e Nina Agdal LXVI         | 5 maggio 2025   |
| 6       | Nina Agdal     | Sterling e Nina Agdal LXVII        | 6 maggio 2025   |
| 7       | Nina Agdal     | Sterling e Nina Agdal LXVIII       | 7 maggio 2025   |
| 8       | Nina Agdal     | Sterling e Nina Agdal LXIX         | 8 maggio 2025   |
| 9       | Nina Agdal     | Sterling e Nina Agdal LXX          | 12 maggio 2025  |
| 10      | Nina Agdal     | Sterling e Nina Agdal LXXI         | 13 maggio 2025  |
| 11      | Nina Agdal     | Sterling e Nina Agdal LXXII        | 14 maggio 2025  |
| 12      | Nina Agdal     | Sterling e Nina Agdal LXXIII       | 15 maggio 2025  |
| 13      | Nina Agdal     | Sterling e Nina Agdal LXXIV        | 19 maggio 2025  |
| 14      | Nina Agdal     | Sterling e Nina Agdal LXXV         | 20 maggio 2025  |
| 15      | Nina Agdal     | Sterling e Nina Agdal LXXVI        | 21 maggio 2025  |
| 16      | Nina Agdal     | Sterling e Nina Agdal LXXVII       | 22 maggio 2025  |
| 17      | Carly Aquilino | Sterling e Carly Aquilino LXXXV    | 26 maggio 2025  |
| 18      | Carly Aquilino | Sterling e Carly Aquilino LXXXVI   | 27 maggio 2025  |
| 19      | Carly Aquilino | Sterling e Carly Aquilino LXXXVII  | 28 maggio 2025  |
| 20      | Carly Aquilino | Sterling e Carly Aquilino LXXXVIII | 29 maggio 2025  |
| 21      | Nina Drama     | Sterling e Nina Drama              | 2 giugno 2025   |
| 22      | Carly Aquilino | Sterling e Carly Aquilino LXXXIX   | 3 giugno 2025   |
| 23      | Carly Aquilino | Sterling e Carly Aquilino XC       | 4 giugno 2025   |
| 24      | Nina Drama     | Sterling e Nina Drama II           | 5 giugno 2025   |
| 25      | Karrueche Tran | Sterling e Karrueche Tran LVIII    | 9 giugno 2025   |
| 26      | Karrueche Tran | Sterling e Karrueche Tran LIX      | 10 giugno 2025  |
| 27      | Karrueche Tran | Sterling e Karrueche Tran LX       | 11 giugno 2025  |
| 28      | Karrueche Tran | Sterling e Karrueche Tran LXI      | 12 giugno 2025  |
| 29      | Karrueche Tran | Sterling e Karrueche Tran LXII     | 16 giugno 2025  |
| 30      | Karrueche Tran | Sterling e Karrueche Tran LXIII    | 17 giugno 2025  |
| 31      | Karrueche Tran | Sterling e Karrueche Tran LXIV     | 18 giugno 2025  |
| 32      | Karrueche Tran | Sterling e Karrueche Tran LXV      | 19 giugno 2025  |
| 33      | Rocsi Diaz     | Sterling e Rocsi Diaz XIX          | 23 giugno 2025  |
| 34      | Rocsi Diaz     | Sterling e Rocsi Diaz XX           | 24 giugno 2025  |
| 35      | Rocsi Diaz     | Sterling e Rocsi Diaz XXI          | 25 giugno 2025  |
| 36      | Rocsi Diaz     | Sterling e Rocsi Diaz XXII         | 26 giugno 2025  |
| 37      | Rocsi Diaz     | Sterling e Rocsi Diaz XXIII        | 30 giugno 2025  |
| 38      | Rocsi Diaz     | Sterling e Rocsi Diaz XXIV         | 1º luglio 2025  |
| 39      | Rocsi Diaz     | Sterling e Rocsi Diaz XXV          | 2 luglio 2025   |
| 40      | Rocsi Diaz     | Sterling e Rocsi Diaz XXVI         | 3 luglio 2025   |
| 41      | Lolo Wood      | Sterling e Lolo Wood XXXIII        | 7 luglio 2025   |
| 42      | Lolo Wood      | Sterling e Lolo Wood XXXIV         | 8 luglio 2025   |

### Quarantesima edizione
In Italia, la quarantesima edizione del programma è trasmessa in seconda serata su MTV dal 14 luglio 2025.
| Puntata | Ospiti         | Titolo italiano                  | Prima TV Italia |
| ------- | -------------- | -------------------------------- | --------------- |
| 1       | Lolo Wood      | Sterling e Lolo Wood XXXV        | 14 luglio 2025  |
| 2       | Lolo Wood      | Sterling e Lolo Wood XXXVI       | 15 luglio 2025  |
| 3       | Lolo Wood      | Sterling e Lolo Wood XXXVII      | 16 luglio 2025  |
| 4       | Lolo Wood      | Sterling e Lolo Wood XXXVIII     | 17 luglio 2025  |
| 5       | Lolo Wood      | Sterling e Lolo Wood XXXIX       |                 |
| 6       | Carly Aquilino | Sterling e Carly Aquilino XCI    |                 |
| 7       | Carly Aquilino | Sterling e Carly Aquilino XCII   |                 |
| 8       | Carly Aquilino | Sterling e Carly Aquilino XCIII  |                 |
| 9       | Carly Aquilino | Sterling e Carly Aquilino XCIV   |                 |
| 10      | Lolo Wood      | Sterling e Lolo Wood XL          | 29 luglio 2025  |
| 11      | Carly Aquilino | Sterling e Carly Aquilino XCV    | 30 luglio 2025  |
| 12      | Carly Aquilino | Sterling e Carly Aquilino XCVI   | 31 luglio 2025  |
| 13      | Karrueche Tran | Sterling e Karrueche Tran LXVI   | 4 agosto 2025   |
| 14      | Carly Aquilino | Sterling e Carly Aquilino XCVII  | 5 agosto 2025   |
| 15      | Carly Aquilino | Sterling e Carly Aquilino XCVIII | 6 agosto 2025   |
| 16      | Karrueche Tran | Sterling e Karrueche Tran LXVII  | 7 agosto 2025   |
| 17      | Karrueche Tran | Sterling e Karrueche Tran LXVIII | 11 agosto 2025  |
| 18      | Karrueche Tran | Sterling e Karrueche Tran LXIX   | 12 agosto 2025  |
| 19      | Karrueche Tran | Sterling e Karrueche Tran LXX    | 13 agosto 2025  |
| 20      | Karrueche Tran | Sterling e Karrueche Tran LXXI   | 14 agosto 2025  |
| 21      | Karrueche Tran | Sterling e Karrueche Tran LXXII  | 18 agosto 2025  |
| 22      | Karrueche Tran | Sterling e Karrueche Tran LXXIII | 19 agosto 2025  |
| 23      | Rocsi Diaz     | Sterling e Rocsi Diaz XXVII      | 20 agosto 2025  |
| 24      | Rocsi Diaz     | Sterling e Rocsi Diaz XXVIII     | 21 agosto 2025  |

## Sigla
La sigla, una cover di Uncontrollable Urge dei Devo, è stata realizzata insieme a Mark Mothersbaugh, membro dei Devo, con Rob Dyrdek che ha contribuito vocalmente con gli "yeah". Il supervisore musicale Ben Hochstein dichiarò: "I bambini pensano che la canzone sia inedita per il nostro spettacolo e non hanno mai sentito parlare dei Devo, ma speriamo che i loro genitori apprezzino il collegamento".

## Spin-off
Adorableness
Nel 2021, MTV propose il terzo spin-off del programma, dal titolo Adorableness, mantenendone il format originale proponendo "le clip più carine, coccolose e adorabili di sempre".
Amazingness
Nel 2017, MTV propose un spin-off del programma dal titolo Amazingness. Il programma è un talent show che premia il concorrente più talentuoso che, con la sua vittoria, si aggiudica il montepremi finale.
Deliciousness
Nel 2020, MTV propose uno spin-off del programma, dal titolo Deliciousness, mantenendone il format originale ma in chiave culinaria. Le puntate sono state registrate nello stesso studio di Ridiculousness.
Messyness
Nel 2021, MTV propose il secondo spin-off del programma, dal titolo Messyness, mantendone il format originale proponendo filmati comici che celebrano "gli appuntamenti, le feste e tutte le fasi disordinate vissute nella giovane età adulta".

## Ridiculousnessnel mondo
| Nome                           | Paese              | Presentatori | Canale         | Fonte         |
| ------------------------------ | ------------------ | --- | -------------- | ------------- |
| Ridiculousness Arabia          | Arabia             | Mohanad AlHattab, Khalid Sheriff e Samantha Hamadeh                                                                        | Comedy Central | [ 35 ]        |
| Dutch Ridiculousness           | Belgio Paesi Bassi | Edizione 1: Edson da Graça, Joffrey Breeuwer e Gaby Blaaser Edizione 2: Edson da Graça, Monica Geuze e Kaj Gorgels         | MTV            | [ 36 ] [ 37 ] |
| Ridículos MTV                  | Brasile            | Felipe Titto, Hugo Gloss e Ellen Milgrau                                                                                   | MTV            | [ 38 ]        |
| Ridículos Chile                | Cile               | Eduardo Fuentes, Álvaro Reyes e María Paz Jorquiera                                                                        | Canal 13       | [ 39 ]        |
| Ridiculousness Danmark         | Danimarca          | Mattias Hundebøll, USO e Amalie Wichmann                                                                                   | MTV            | [ 40 ]        |
| Ridiculous Made In France      | Francia            | Edizione 1: Jean-Baptiste Goupil, Jimmy fait l'con e Maire Palot Edizione 2: Jean-Baptiste Goupil, MIKO e Nadège Lacroix   | MTV            | [ 41 ] [ 42 ] |
| Ridiculousness Italia          | Italia             | Stefano Corti, Alessandro Onnis e Giulia Salemi                                                                            | MTV            | [ 43 ]        |
| Ridículos MTV                  | Messico            | Luja Duhart, MC Davo e Daniela Bos                                                                                         | MTV            | [ 44 ]        |
| Niemożliwe Made In Poland      | Polonia            | Edizione 1: Wojciech Łozowski, Tomasz Torres e Paula Tumala Edizione 2: Wojciech Łozowski, Tomasz Torres e Katarzyna Pytel | MTV            | [ 45 ]        |
| Vergüenza Ajena: Made in Spain | Spagna             | Luiz Fernández, Mbaka Oko e Corina Randazzo                                                                                | MTV            | [ 46 ]        |
| Ridiculousness Sverige         | Svezia             | Erik Ekstrand, Toni Prince e Arantxa Alvarez                                                                               | MTV            | [ 47 ]        |
| Ridiculousness Africa          | Sudafrica          | Thomas Gumede, Ehizojia "Ehiz" Okoeguale e Denise Zimba                                                                    | MTV Base       | [ 48 ]        |